# Liste der Biografien/Wint
Liste der Biografien |
Portal Biografien |
Personensuche
# |
A |
B |
C |
D |
E |
F |
G |
H |
I |
J |
K |
L |
M |
N |
O |
P |
Q |
R |
S |
T |
U |
V |
W |
X |
Y |
Z |
?
 
Wa |
Wc |
Wd |
We |
Wh |
Wi |
Wj |
Wl |
Wn |
Wo |
Wr |
Ws |
Wt |
Wu |
Ww |
Wy |
Wz
 
Wia |
Wib |
Wic |
Wid |
Wie |
Wif |
Wig |
Wih |
Wii |
Wij |
Wik |
Wil |
Wim |
Win |
Wio |
Wip |
Wir |
Wis |
Wit |
Wiv |
Wiw |
Wix |
Wiz
 
Wina |
Winb |
Winc |
Wind |
Wine |
Winf |
Wing |
Winh |
Wini |
Wink |
Winl |
Winm |
Winn |
Wino |
Winq |
Winr |
Wins |
Wint |
Winw |
Winz
Die Liste der Biografien führt alle Personen auf, die in der deutschsprachigen Wikipedia einen Artikel haben. Dieses ist eine Teilliste mit 710 Einträgen von Personen, deren Namen mit den Buchstaben „Wint“ beginnt.

## Wint
- Wint, Arthur (1920–1992), jamaikanischer Leichtathlet
- Wint, Reindert Wepko van de (1942–2006), niederländischer Maler, Bildhauer und Architekt

### Winte

#### Wintel
- Winteler de Weindeck, Henriette Verdier, Schriftstellerin
- Winteler, Anna (* 1954), Schweizer Performance-, Video- und Installationskünstlerin
- Winteler, Jakob (1897–1966), Schweizer Historiker sowie Glarner Landesarchivar und Landesbibliothekar
- Winteler, Jost (1846–1929), Schweizer Sprachwissenschafter, Lehrer, Ornithologe und Dichter sowie Albert Einsteins Hausvater in Aarau
- Wintelroy, Jan van, franko-flämischer Komponist und Chormeister der Renaissance
- Wintels, Florian (* 1993), deutscher Autor und Poetry-Slammer
- Wintels, Stefan (* 1966), deutscher Bankmanager und Betriebswirt

#### Winten
- Wintenberger, Jean-Pierre (1954–2019), französischer Mathematiker

#### Winter

##### Winter V
- Winter von Adlersflügel, Georg Simon († 1701), deutscher Reitmeister, Pferdearzt und Autor
- Winter von Andernach, Johann (1505–1574), deutscher Arzt, Anatom, Humanist, Sprachlehrer und Verfasser
- Winter von Güldenborn, Johann (1595–1668), deutscher Militär und Verwaltungsbeamter

##### Winter, A – Winter, Z

###### Winter, A
- Winter, Achim (* 1961), deutscher Moderator, Reporter, Redakteur und RegisseurAchim Winter (* 1961)

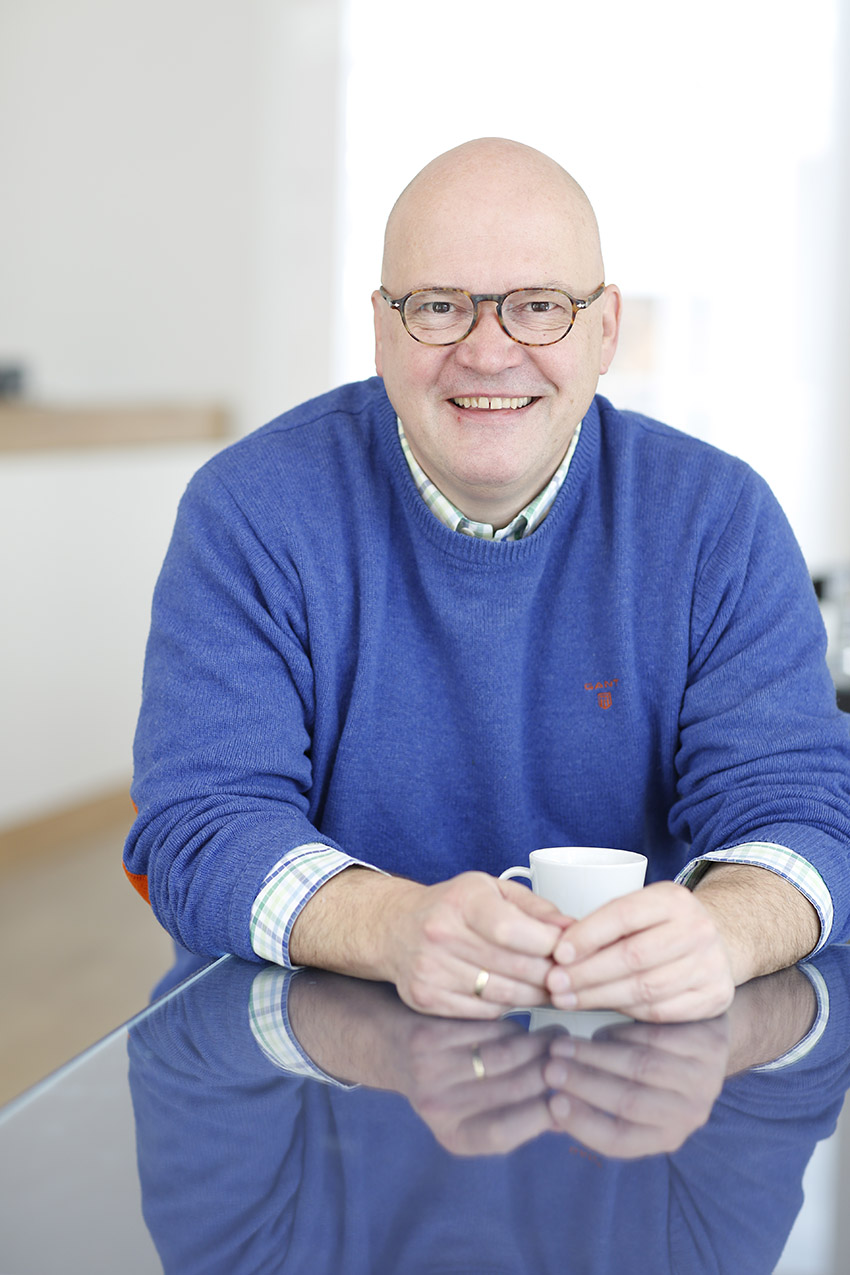
Achim Winter (* 1961)

- Winter, Adam (1903–1978), deutscher Bildhauer und Keramiker
- Winter, Adrian (* 1986), Schweizer Fussballspieler
- Winter, Albrecht (* 1970), deutscher Violinist, Orchesterleiter und Hochschullehrer
- Winter, Alex (* 1965), britisch-amerikanischer Schauspieler, Drehbuchautor und Regisseur
- Winter, Alfred (* 1946), österreichischer Landesbeauftragter für kulturelle Sonderprojekte
- Winter, Alison (1965–2016), US-amerikanische Wissenschaftshistorikerin
- Winter, Aloysius (1931–2011), deutscher Geistlicher, römisch-katholischer Theologe
- Winter, Amalie (1802–1879), deutsche Schriftstellerin
- Winter, Andreas (* 1958), deutscher Fußballspieler
- Winter, Andreas (* 1966), deutscher Verfasser von Ratgebern zu Gesundheitsthemen
- Winter, Andreas (* 1971), deutscher Mathematiker
- Winter, Andy, norwegischer Keyboarder
- Winter, Ariel (* 1998), US-amerikanische SchauspielerinAriel Winter (* 1998)

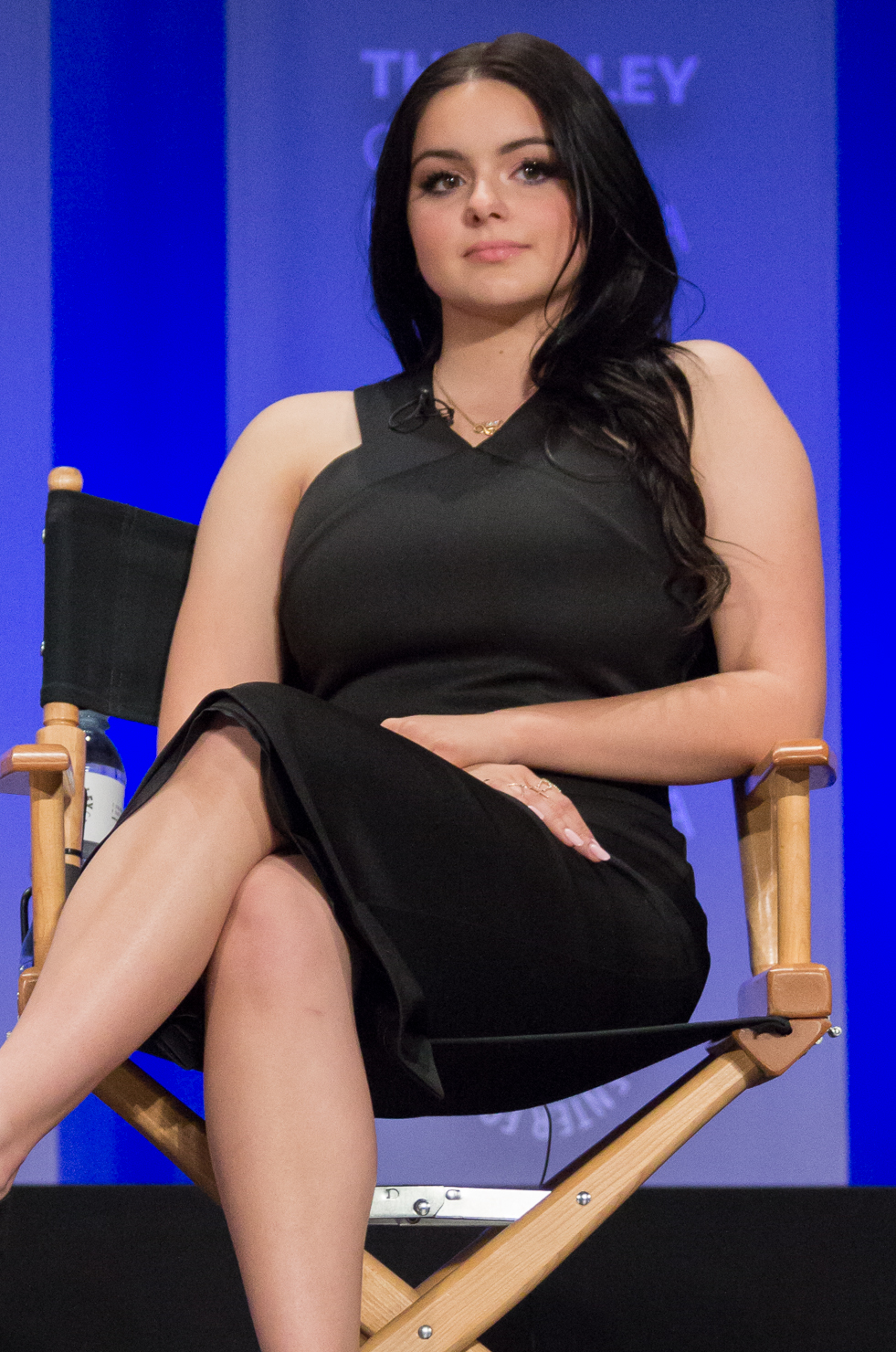
Ariel Winter (* 1998)

- Winter, Aron (* 1967), niederländischer Fußballspieler und -trainer
- Winter, Artur (1935–2017), deutscher Modedesigner
- Winter, August (1815–1876), deutscher Jurist und Politiker
- Winter, August (1897–1979), deutscher General der Gebirgstruppe, Mitarbeiter des Bundesnachrichtendienstes

###### Winter, B
- Winter, Babette (* 1964), deutsche Chemikerin und Politikerin (SPD); MdEP
- Winter, Barbara (* 1944), deutsche Rennrodlerin
- Winter, Benjamin (1988–2014), deutscher VielseitigkeitsreiterBenjamin Winter (1988–2014)

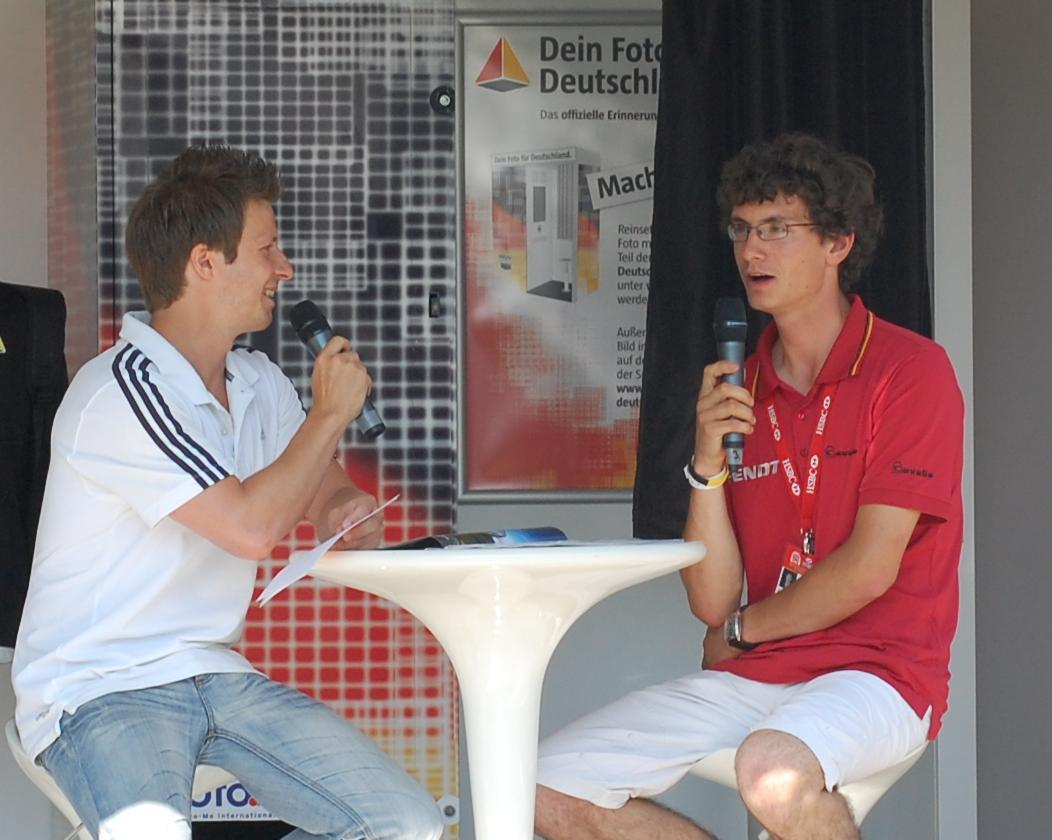
Benjamin Winter (1988–2014)

- Winter, Bernd (* 1971), deutscher Fußballspieler
- Winter, Bernhard (1871–1964), deutscher Maler, Graphiker und Fotograf
- Winter, Brond de Grave (1824–1892), ostfriesischer Orgelbauer
- Winter, Bud (1909–1985), US-amerikanischer Leichtathletiktrainer

###### Winter, C
- Winter, Carl Julius (1855–1914), deutscher Unternehmer
- Winter, Carmen (* 1963), deutsche Schriftstellerin und Lyrikerin
- Winter, Carola (* 1987), deutsche Fußballspielerin
- Winter, Carsten (* 1966), deutscher Medienwissenschaftler
- Winter, Charles (1821–1904), französischer Lithograf, Maler und Fotograf
- Winter, Charles E. (1870–1948), US-amerikanischer Politiker
- Winter, Chelsea, neuseeländische Starköchin und Kochbuchautorin
- Winter, Christian (* 1934), deutscher Hochschullehrer für Zoologie
- Winter, Christian (* 1965), deutscher Theologe und Historiker
- Winter, Christian (* 1987), deutscher Politiker (SPD), MdL
- Winter, Christine, deutsche und australische Theologin und Historikerin
- Winter, Christopher (* 1968), britischer Maler
- Winter, Christopher (* 1971), deutscher Polospieler
- Winter, Clara (* 1989), Person deutscher Nationalität im Bereich der Videokunst
- Winter, Claude (1931–2011), französische Theater- und Filmschauspielerin

###### Winter, D
- Winter, Dagmar (* 1963), britische anglikanische Theologin und Bischöfin von Huntingdon
- Winter, Darren (* 1970), australischer Radrennfahrer
- Winter, David (* 1979), deutscher Schauspieler, Künstler, Autor und Musiker
- Winter, David Alexander (1878–1953), deutscher Rabbiner
- Winter, David Alexandre (* 1943), niederländischer Schlagersänger
- Winter, Denise (* 1983), deutsche Künstlerin, Bildhauerin, Malerin
- Winter, Detlef (1929–2010), deutscher Maler, Grafiker, Lithograph und Bühnenbildner
- Winter, Detlev G. (* 1953), deutscher Science-Fiction-Autor
- Winter, Diana (* 1985), österreichisch-italienische Musikerin
- Winter, Dieter (* 1954), deutscher Fußballspieler und -trainer
- Winter, Diethelm (* 1935), deutscher Jurist und Politiker (CDU)
- Winter, Donald C. (* 1948), US-amerikanischer Politiker
- Winter, Dorothea (1949–2012), deutsche Blockflötistin
- Winter, Douglas E. (* 1950), amerikanischer Schriftsteller, Kritiker und Anwalt

###### Winter, E
- Winter, Edgar (* 1946), US-amerikanischer MusikerEdgar Winter (* 1946)

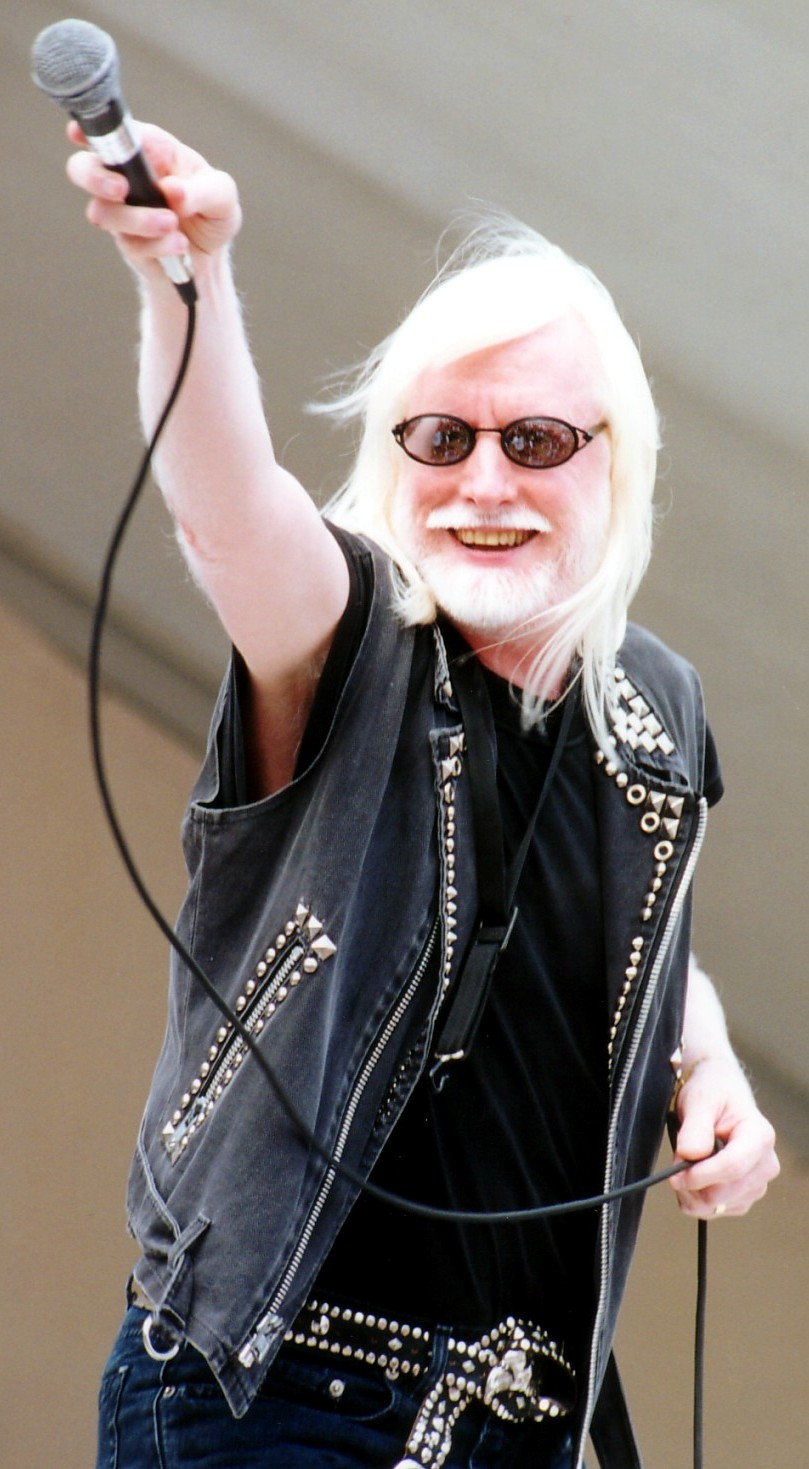
Edgar Winter (* 1946)

- Winter, Eduard (1896–1982), österreichischer Historiker und Hochschullehrer
- Winter, Edward († 1686), englischer Kaufmann und Kolonialadministrator
- Winter, Edward (1937–2001), US-amerikanischer Schauspieler
- Winter, Edward (* 1955), englischer Schachhistoriker
- Winter, Edward (* 2004), australischer Tennisspieler
- Winter, Edward Henry (1879–1941), US-amerikanischer Politiker
- Winter, Eje (* 1941), deutsche Schriftstellerin
- Winter, Elisha J. (1781–1849), US-amerikanischer Politiker
- Winter, Elly (* 1895), deutsche Eiskunstläuferin
- Winter, Elly (1898–1987), deutsche KommunistinElly Winter (1898–1987)

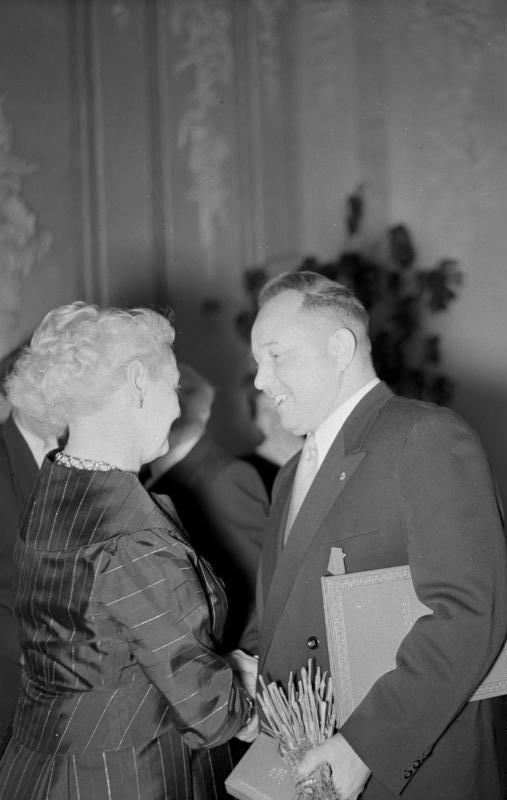
Elly Winter (1898–1987)

- Winter, Engelbert (* 1959), deutscher Althistoriker
- Winter, Eric (* 1976), US-amerikanischer Schauspieler und Model
- Winter, Erich (1928–2022), österreichisch-deutscher Ägyptologe
- Winter, Ernst (1882–1900), deutscher Schüler, Mordopfer
- Winter, Ernst (1888–1954), deutscher Politiker (SPD), MdB
- Winter, Ernst (1893–1958), deutscher Lehrer und Politiker (KPD/SED)
- Winter, Ernst (1907–1943), deutscher Olympiasieger und Weltmeister im Gerätturnen
- Winter, Ernst (* 1958), österreichischer Politiker (SPÖ) und Bundesbeamter, Mitglied im Österreichischen Bundesrat
- Winter, Ernst Florian (1923–2014), österreichisch-US-amerikanischer Historiker und Politikwissenschaftler
- Winter, Ernst Karl (1895–1959), österreichischer Soziologe und Publizist
- Winter, Eva (* 1971), deutsche Klassische Archäologin

###### Winter, F
- Winter, Ferdinand (1829–1888), deutscher Lehrer
- Winter, Feyo Udo (1713–1772), deutscher Arzt
- Winter, Francis (* 1972), deutscher Schauspieler und Autor
- Winter, Frank (* 1970), deutscher Fernsehdarsteller
- Winter, Franz (1833–1878), deutscher lutherischer Theologe und Historiker
- Winter, Franz (1860–1920), deutscher Politiker (SPD), MdL, Landtagspräsident
- Winter, Franz (1861–1930), deutscher Klassischer Archäologe
- Winter, Franz (* 1950), deutscher Regisseur und Autor
- Winter, Franz (* 1971), österreichischer Religionswissenschaftler und römisch-katholischer Theologe
- Winter, Franz Florian (1923–2010), deutscher Politiker (NPD)
- Winter, Frederik (1712–1760), deutscher Mediziner
- Winter, Fredi (* 1948), deutscher Politiker (SPD), MdL
- Winter, Friedrich (1800–1852), deutscher Jurist und Mitglied der Landstände des Großherzogtums Hessen
- Winter, Friedrich (1853–1913), deutscher Verwaltungsbeamter und Amtmann
- Winter, Friedrich (1896–1980), deutscher Politiker (SPD), MdL
- Winter, Friedrich (1902–1982), deutscher Jurist und Politiker (CSU), MdB
- Winter, Friedrich (1927–2022), deutscher evangelischer Theologe
- Winter, Fritz (1890–1952), deutscher Zeichner und Illustrator
- Winter, Fritz (1899–1974), deutscher Politiker (FDP), MdL
- Winter, Fritz (1905–1976), deutscher KünstlerFritz Winter (1905–1976)

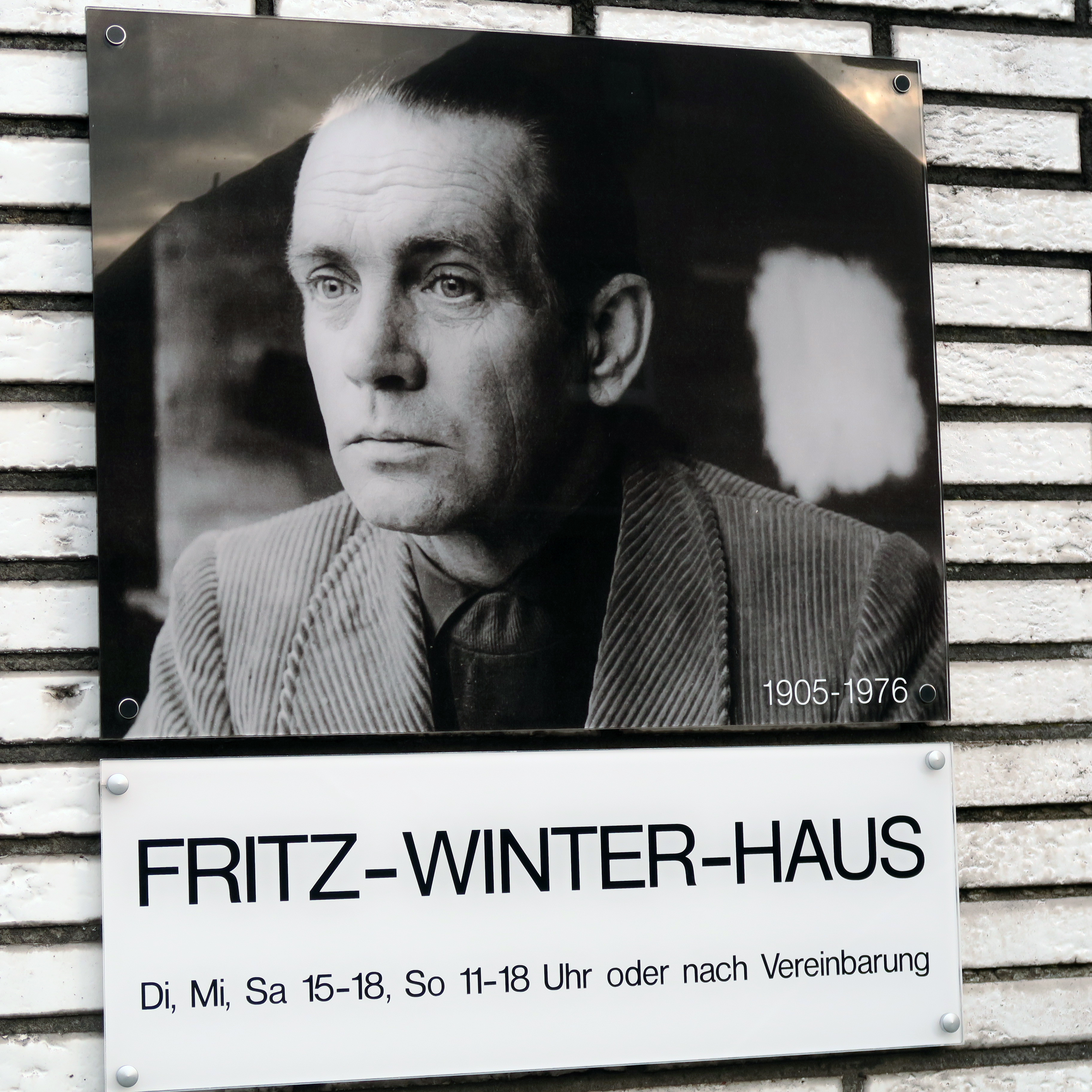
Fritz Winter (1905–1976)

- Winter, Fritz G. (1910–1986), deutscher Architekt und Direktor der Werkkunstschule Krefeld

###### Winter, G
- Winter, Gabriel (1869–1907), österreichischer Elektroingenieur
- Winter, Gabriele (* 1959), deutsche Politikerin (SPD)
- Winter, Geoffrey, US-amerikanischer Hornist
- Winter, Georg (1856–1912), deutscher Archivar und Historiker
- Winter, Georg (1856–1946), deutscher Gynäkologe und Hochschullehrer
- Winter, Georg (1895–1961), deutscher Historiker, Archivar und erster Direktor des Bundesarchivs
- Winter, Georg (* 1895), deutscher Fußballspieler
- Winter, Georg (* 1941), deutscher Manager und Umweltökonom
- Winter, Georg (* 1951), deutscher Politiker (CSU), MdL
- Winter, Georg (* 1962), deutscher Bildender Künstler und Kunstpädagoge
- Winter, George (1907–1982), US-amerikanischer Bauingenieur
- Winter, Gerd (* 1943), deutscher Rechtswissenschaftler
- Winter, Gerd (* 1951), deutscher Bildender Künstler
- Winter, Gerhard (1589–1661), deutscher evangelisch-lutherischer Geistlicher, Hauptpastor der Lübecker Jakobikirche und Senior des Geistlichen Ministeriums
- Winter, Gerhard (1928–2011), deutscher marxistischer Philosoph
- Winter, Gerlinde (* 1950), deutsche Richterin am Bundespatentgericht
- Winter, Gerrit (1935–2022), deutscher Versicherungsjurist und Hochschullehrer
- Winter, Gerrit (* 1983), deutscher Schlagerpop-Sänger
- Winter, Gonzalo (* 1987), chilenischer Politiker
- Winter, Gottlieb Jonathan (1810–1886), deutscher Jurist und Politiker
- Winter, Gregory (* 1951), britischer Molekularbiologe und Pionier der Monoklonalen Antikörper
- Winter, Gundolf (1943–2011), deutscher Kunsthistoriker
- Winter, Gustav (1846–1922), österreichischer Archivar und Historiker
- Winter, Gustav (1882–1936), deutscher PolitikerGustav Winter (1882–1936)

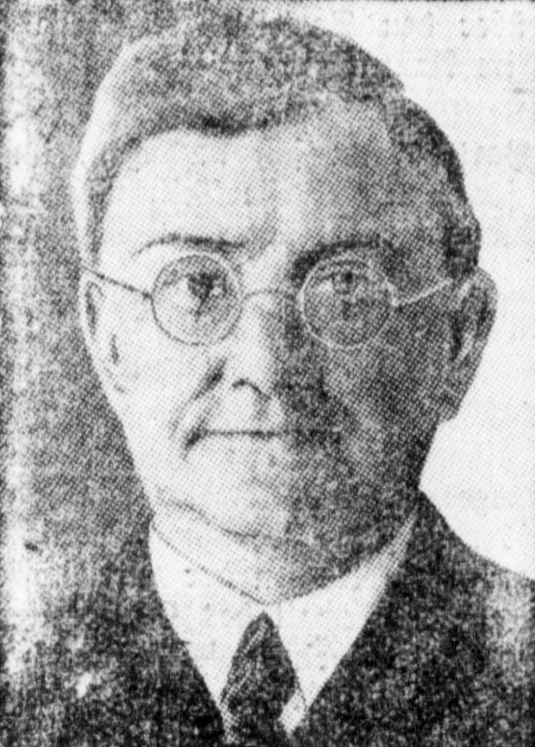
Gustav Winter (1882–1936)

###### Winter, H
- Winter, Hanns (1922–2013), deutscher Verwaltungsbeamter und Politiker
- Winter, Hannspeter (1941–2006), österreichischer Physiker
- Winter, Hans, norddeutscher Steinbildhauer der Spätrenaissance
- Winter, Hans (1850–1937), österreichischer Politiker und Arzt
- Winter, Hans (1895–1969), deutscher Gartenbauinspektor, Vertreter der Grünen Moderne
- Winter, Hans (1921–1999), deutscher Maschinenbauingenieur und Hochschullehrer
- Winter, Hans Adolf (1892–1981), deutscher Violinist, Dirigent, Komponist und Musikpädagoge
- Winter, Hans Erich (* 1894), deutscher Wirtschaftswissenschaftler und Parteifunktionär
- Winter, Hans-Gerd (* 1939), deutscher Germanist
- Winter, Harald (* 1953), deutscher Maler und ZeichnerHarald Winter (* 1953)

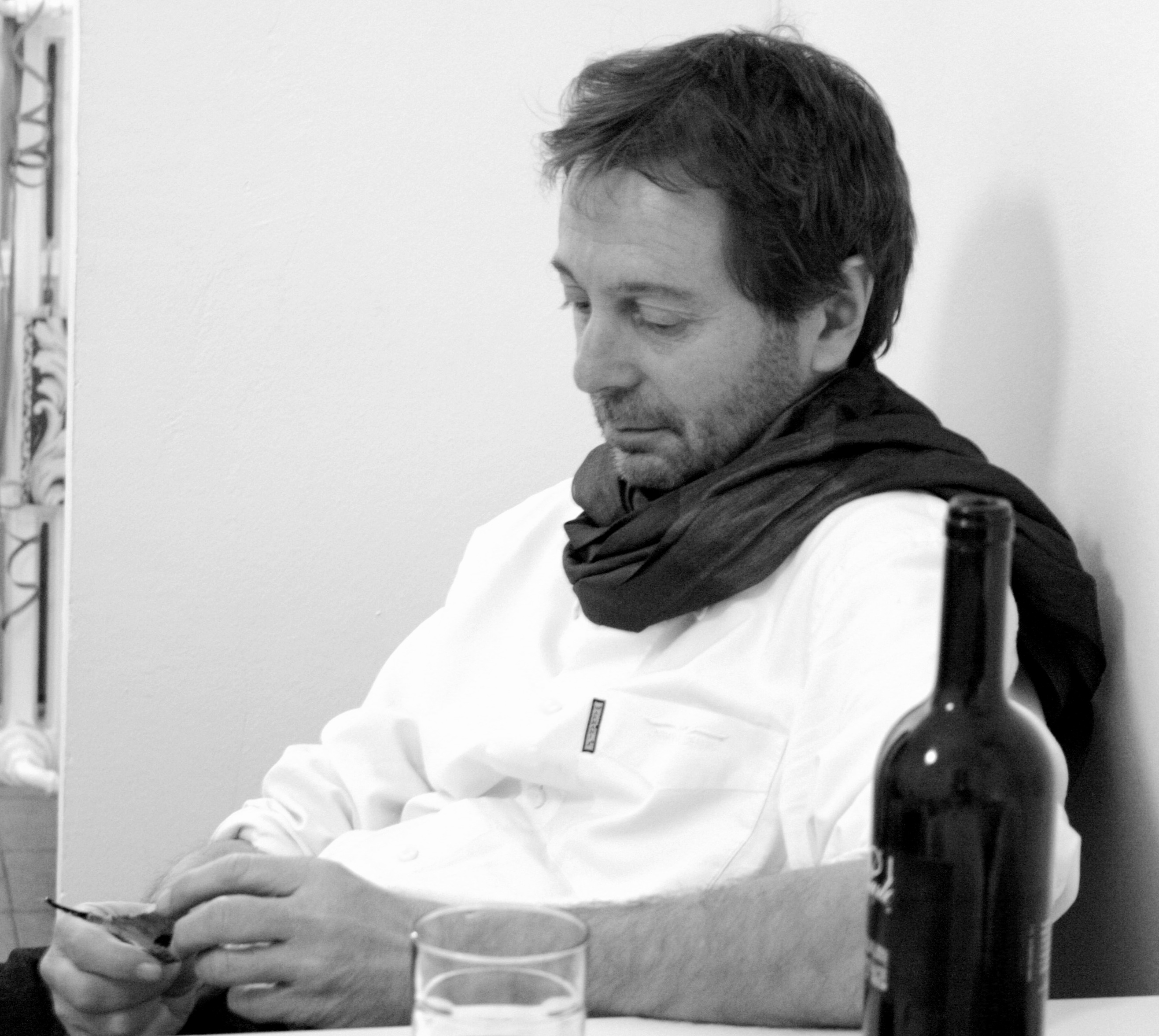
Harald Winter (* 1953)

- Winter, Harold (1887–1969), deutscher Bildhauer und Mitglied der Kronberger Malerkolonie
- Winter, Heinrich († 1898), deutscher Verwaltungsbeamter im Herzogtum Sachsen-Coburg und Gotha
- Winter, Heinrich (1843–1911), deutscher Maler
- Winter, Heinrich (1875–1959), deutscher Chemiker
- Winter, Heinrich (1891–1960), deutscher Lehrer und Autor
- Winter, Heinrich (1897–1988), deutscher Winzer und Kommunalpolitiker
- Winter, Heinrich (1898–1964), deutscher Heimatforscher
- Winter, Heinrich (1928–2017), deutscher Mathematikdidaktiker
- Winter, Heinrich Eduard (1788–1829), deutscher Maler, Lithograf und Zeichenlehrer in Frankreich und München
- Winter, Heinz-Dieter (* 1934), deutscher Diplomat und Botschafter, stellvertretender Minister für auswärtige Angelegenheiten der DDR
- Winter, Helmut (1919–2013), deutscher Werbegrafiker, Aktionist und Begründer des „Pasinger Knödelkriegs“ im Jahr 1967
- Winter, Helmut (1926–1983), deutscher Organist und Organologe
- Winter, Helmut (1941–2017), deutscher Volkswirt und Hochschullehrer
- Winter, Hendrik de (1717–1790), niederländischer Zeichner und Kunsthändler
- Winter, Hendrikje (* 1964), deutsche Figurenspielerin
- Winter, Henry (* 1963), britischer Sportjournalist
- Winter, Henry de (* 1959), deutscher SängerHenry de Winter (* 1959)

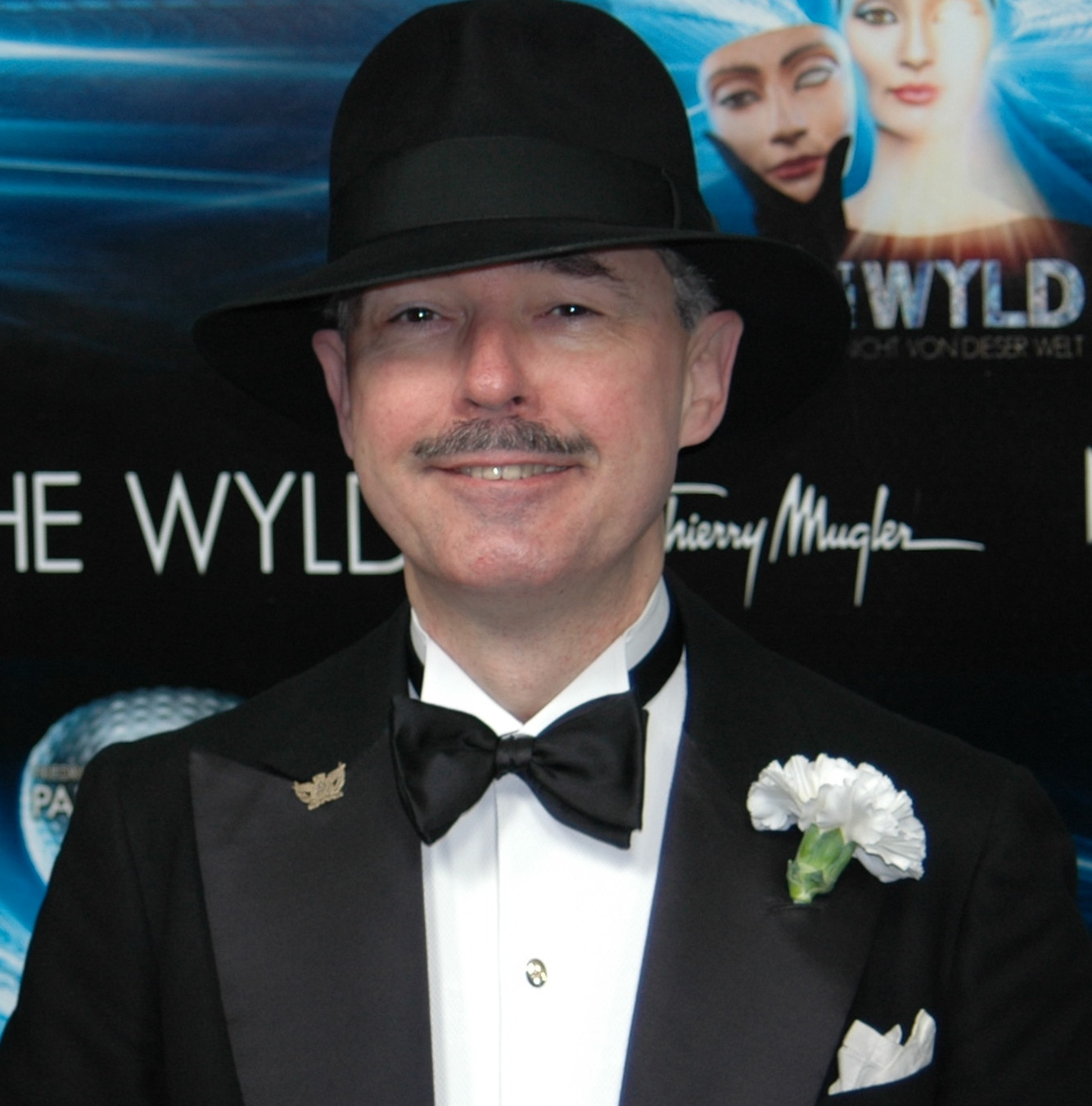
Henry de Winter (* 1959)

- Winter, Herbert (* 1937), deutscher Politiker (CDU), MdHB
- Winter, Herbert (* 1946), Schweizer Rechtsanwalt und Präsident des Schweizerischen Israelitischen Gemeindebunds
- Winter, Hermann (1897–1968), deutscher Flugzeugkonstrukteur und Pilot
- Winter, Hermann (1922–1988), deutscher Maler und Grafiker
- Winter, Horst (1914–2001), deutsch-österreichischer Musiker
- Winter, Hubert (* 1966), deutscher Jazzmusiker (Tenor- und Sopransaxophon, Komposition)

###### Winter, I
- Winter, Imrich (1878–1943), Gründer des Balneologischen Museums Piešťany

###### Winter, J
- Winter, Jack (1881–1940), deutscher Filmarchitekt
- Winter, Jakob (1857–1940), Oberrabbiner
- Winter, Jakob (1879–1965), deutscher Politiker (CDU), MdL
- Winter, James (1919–2006), US-amerikanischer Hornist
- Winter, James Spearman (1845–1911), kanadischer Politiker und Premierminister der Kronkolonie Neufundland
- Winter, Jan (* 1961), deutscher Schriftsteller
- Winter, Jan Willem de (1761–1812), niederländischer Admiral und Marschall
- Winter, Jeff (* 1955), englischer Fußballschiedsrichter
- Winter, Jennifer (* 1988), deutsche Handballspielerin und -trainerin
- Winter, Jens (* 1965), deutscher Film- und TheaterschauspielerJens Winter (* 1965)

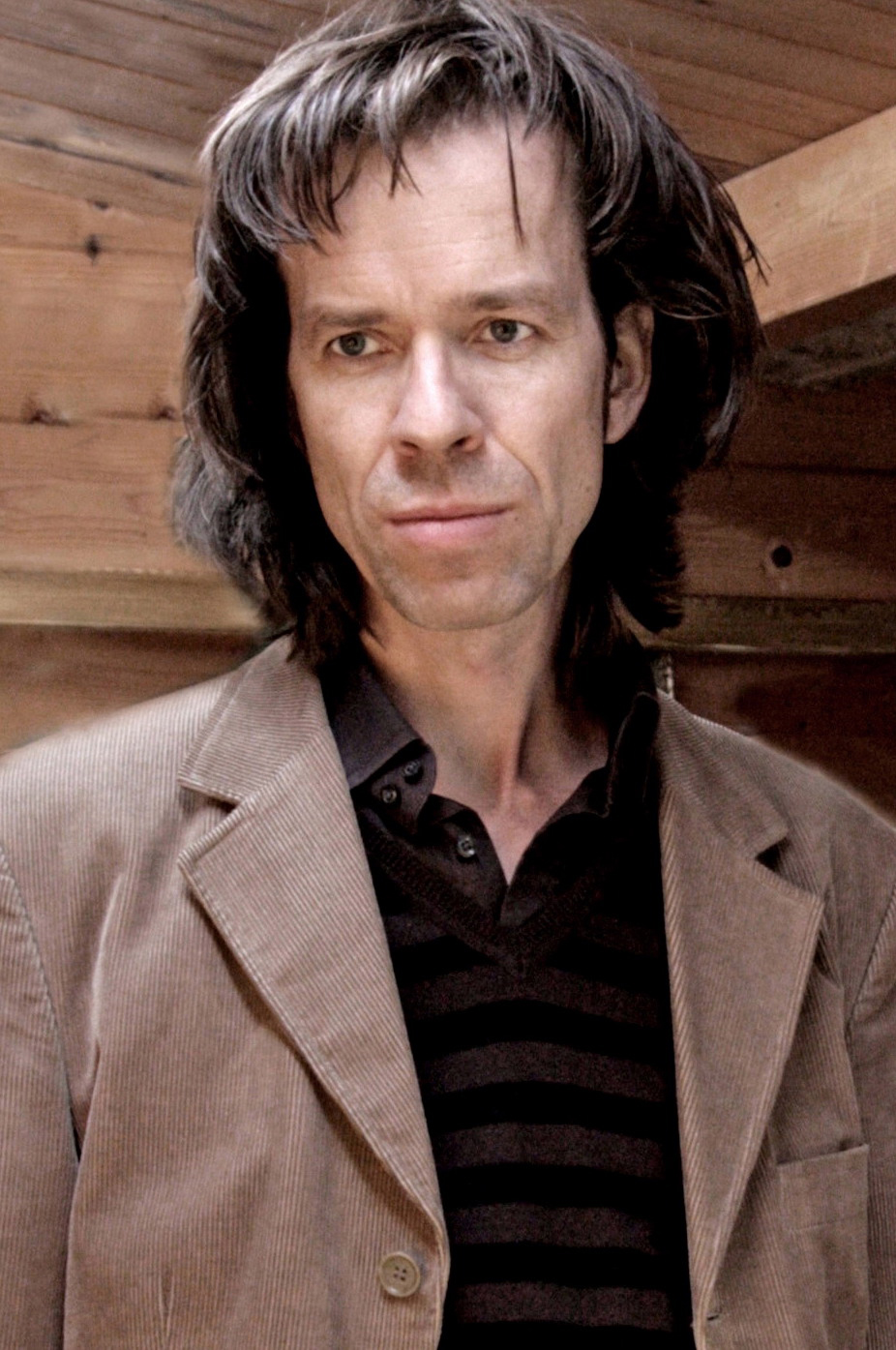
Jens Winter (* 1965)

- Winter, Jiří (1924–2011), tschechischer Maler, Karikaturist, Illustrator und Humorist
- Winter, Jo (1944–2006), deutscher Geistlicher, Pfarrer, Autor und Oppositioneller (DDR)
- Winter, Joachim (* 1967), deutscher Wirtschaftswissenschaftler
- Winter, Jochen (* 1957), deutscher Lyriker, Essayist und Übersetzer
- Winter, Jodi (* 1976), australische Ruderin
- Winter, Johann Adolf (1816–1901), deutscher Otologe, Ophthalmologe und Bibliothekar
- Winter, Johann Christian (1718–1802), deutscher Kantor und Dichter
- Winter, Johann Conrad († 1777), deutscher Klavierbauer
- Winter, Johann Hinrich (1773–1801), deutscher Klavierbauer
- Winter, Johannes (1935–2014), deutscher Politiker (DDR-CDU, CDU), MdV, MdL
- Winter, Johannes (* 1977), deutscher Geograf und Wissenschaftsmanager
- Winter, John (1924–2007), australischer Leichtathlet
- Winter, Johnny (1944–2014), US-amerikanischer BluesmusikerJohnny Winter (1944–2014)

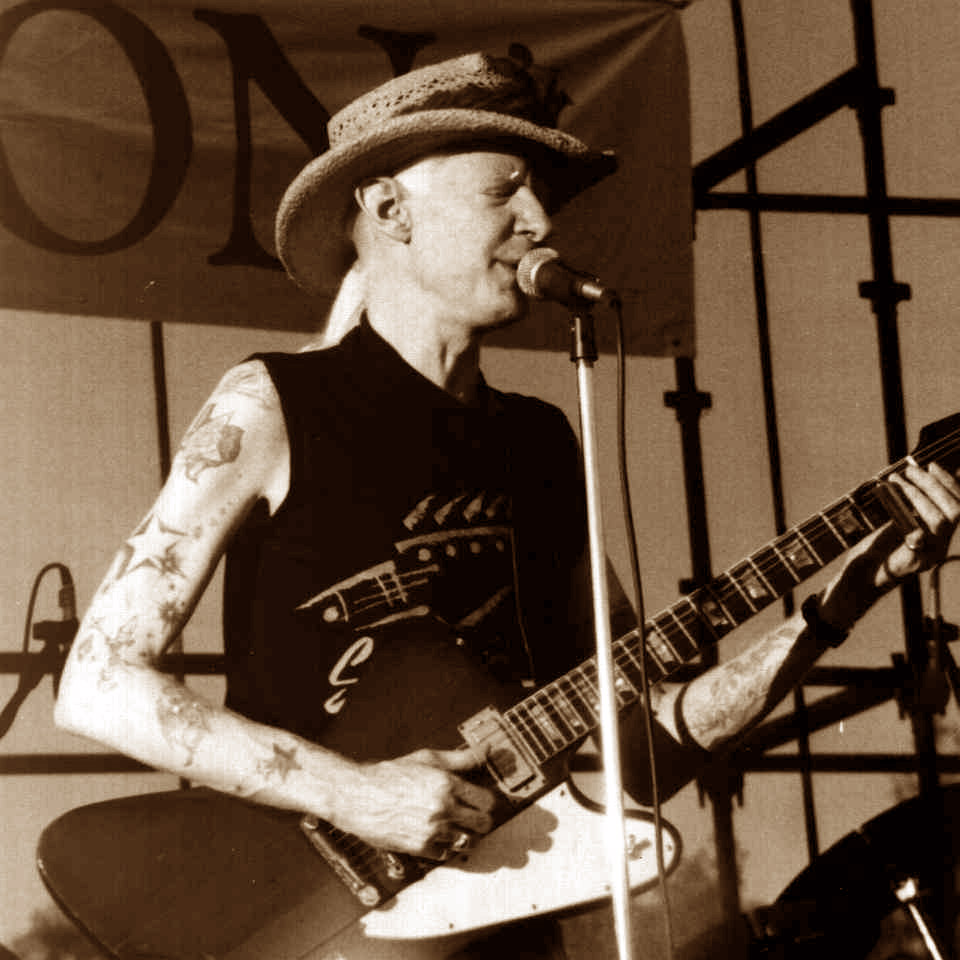
Johnny Winter (1944–2014)

- Winter, Jonathan (* 1971), neuseeländischer Schwimmer
- Winter, Jörg (* 1944), deutscher Kirchenrechtler und Staatskirchenrechtler
- Winter, Jörg (* 1972), österreichischer Fernseh- und Radiojournalist
- Winter, Josefine (1873–1943), österreichische Komponistin, Malerin, Schriftstellerin
- Winter, Joseph Georg (1751–1789), deutscher Teppichwirker, Maler, Kupferstecher und Zeichenlehrer in München
- Winter, Judy (* 1944), deutsche Schauspielerin, Chansonsängerin, Synchron- sowie HörspielsprecherinJudy Winter (* 1944)

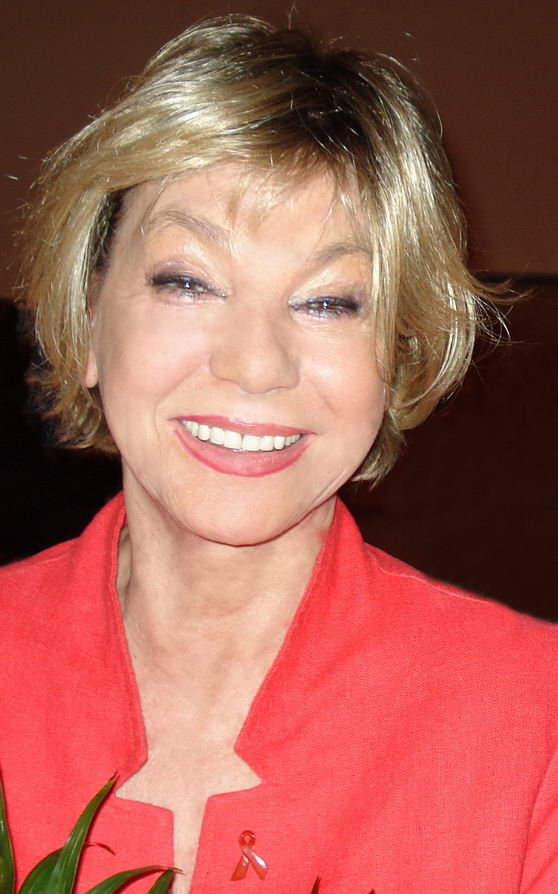
Judy Winter (* 1944)

- Winter, Julia (* 1993), britische Schauspielerin
- Winter, Julius (1899–1995), deutscher Jurist und Versicherungsunternehmer
- Winter, Jürgen Christoph (* 1938), deutscher Afrikanist
- Winter, Jürgen Hinrich (* 1726), deutscher Klavierbauer

###### Winter, K
- Winter, Karina (* 1986), deutsche Bogenschützin
- Winter, Karl (1733–1810), römisch-katholischer Priester und Dechant der Grafschaft Glatz
- Winter, Karl (1882–1967), deutscher evangelischer Theologe und Pastor (DC)
- Winter, Karl (1894–1969), deutsch-böhmischer Architekt
- Winter, Karl (1897–1971), deutscher Politiker (SED)
- Winter, Karl (1900–1984), deutscher Mediziner
- Winter, Karl Matthäus (1932–2012), deutscher Bildhauer
- Winter, Kaspar (1869–1950), deutscher Politiker, Landtagsabgeordneter Volksstaat Hessen
- Winter, Katharina (1901–2005), deutsche Unternehmerin, Unterstützerin der Widerstandskämpfer des 20. Juli 1944
- Winter, Katia (* 1983), schwedische Schauspielerin
- Winter, Katy (* 1983), Schweizer Sängerin und Songwriterin
- Winter, Kevin De (* 1971), deutscher Schlagersänger
- Winter, Kim (* 1973), deutsche Schriftstellerin
- Winter, Kitty (* 1952), deutsche Jazzsängerin
- Winter, Klaus (1930–2015), deutscher Physiker und Hochschullehrer
- Winter, Klaus (1936–2000), deutscher Jurist und Richter des Bundesverfassungsgerichts
- Winter, Konrad (* 1963), österreichischer Maler und Dozent
- Winter, Kristin (* 1958), deutsche Autorin
- Winter, Kurt (1897–1984), deutscher Holzbildhauer und Kunstschnitzer
- Winter, Kurt (1910–1987), deutscher Sozialmediziner, Hochschullehrer, Publizist und Gesundheitspolitiker
- Winter, Kurt (* 1931), deutscher Politiker (SED), Vorsitzender der BPKK Cottbus

###### Winter, L
- Winter, Larissa (* 2004), deutsche Volleyballspielerin
- Winter, Lars (* 1963), deutscher Politiker (SPD), MdL
- Winter, Lee, australische Schriftstellerin
- Winter, Lennard (* 2000), deutscher Basketballspieler
- Winter, Leon de (* 1954), niederländischer Schriftsteller und FilmemacherLeon de Winter (* 1954)

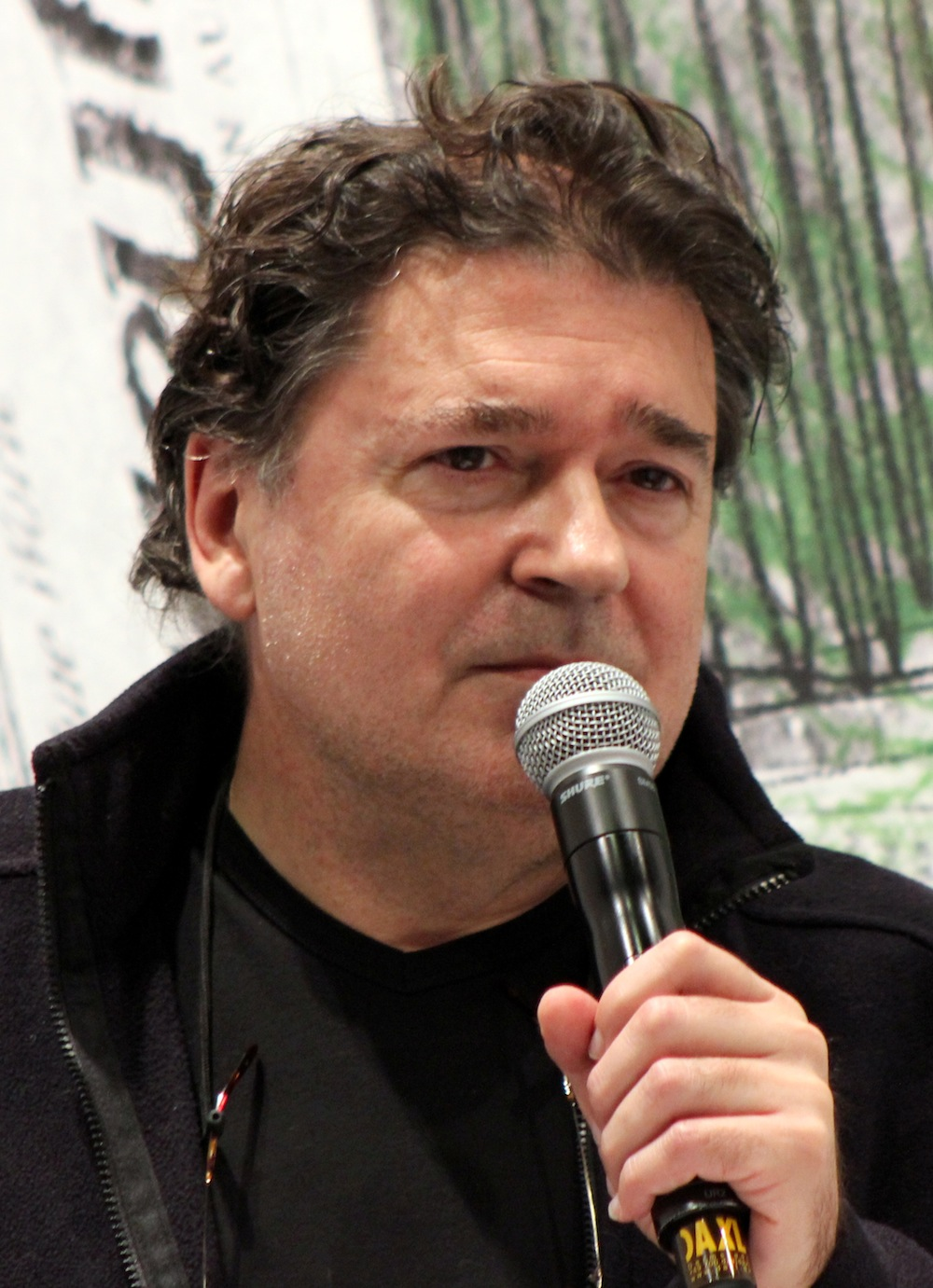
Leon de Winter (* 1954)

- Winter, Leonard Conrad (1728–1777), deutscher Klavierbauer
- Winter, Leopold von (1797–1864), deutscher lutherischer Geistlicher
- Winter, Leopold von (1823–1893), deutscher Politiker (NLP), MdR, Oberbürgermeister von Danzig
- Winter, Leopoldine (1854–1945), österreichische Frauenrechtlerin
- Winter, Lev (1876–1935), tschechoslowakischer Jurist und sozialdemokratischer Politiker und Minister
- Winter, Liane (1942–2021), deutsche Langstreckenläuferin und Marathonpionierin
- Winter, Lucretia Johanna van (1785–1845), niederländische Kunstsammlerin
- Winter, Ľudovít (1870–1968), slowakischer Unternehmer ungarischer Abstammung, Betreiber des Kurbades Piešťany
- Winter, Ludwig (1843–1930), deutscher Architekt des Historismus und Stadtrat
- Winter, Ludwig (1846–1912), deutscher Botaniker und Gartenarchitekt
- Winter, Ludwig (1868–1920), deutscher Marinepfarrer
- Winter, Ludwig (* 1894), deutscher Politiker (NSDAP), MdR
- Winter, Ludwig (1907–1982), deutscher Politiker (SPD)
- Winter, Ludwig Georg (1778–1838), badischer Beamter

###### Winter, M
- Winter, Mandy (* 1968), deutsche Sängerin
- Winter, Manfred (1947–2008), deutscher römisch-katholischer Geistlicher und Domkapitular
- Winter, Manfred (* 1954), deutscher Eisschnellläufer
- Winter, Manfred (* 1963), deutscher Basketballspieler und Sportjournalist
- Winter, Mara, deutsche Schriftstellerin
- Winter, Maren (* 1961), deutsche Schriftstellerin und Puppenspielerin
- Winter, Margarete (1857–1934), deutsche Automobilpionierin
- Winter, Margrit (1917–2001), Schweizer Schauspielerin
- Winter, Mark J., britischer Chemiker und Hochschullehrer an der University Sheffield
- Winter, Marko (* 1973), deutscher Politiker (AfD)
- Winter, Markus (* 1973), deutscher Autor, Musiker, Rollenbuch-Autor, Sänger und KomponistMarkus Winter (* 1973)

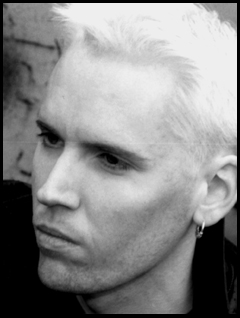
Markus Winter (* 1973)

- Winter, Martin (1553–1595), deutscher Dichter und Logiker
- Winter, Martin (* 1948), deutscher Journalist und Sachbuchautor
- Winter, Martin (1955–1988), deutscher Olympiasieger im Rudern
- Winter, Martin (* 1965), deutscher Chemiker und Materialwissenschaftler
- Winter, Martin (* 1966), österreichischer Übersetzer, Sinologe und Lyriker
- Winter, Max (1870–1937), österreichischer Journalist und Politiker (SdP), Abgeordneter zum Nationalrat, Mitglied des Bundesrates
- Winter, Michael (1949–2018), deutscher Musiker, Sänger und Schauspieler
- Winter, Michael (* 1974), kanadischer Vielseitigkeitsreiter
- Winter, Michael (* 1976), deutscher Sportschütze in der Disziplin Luftgewehr
- Winter, Mona (* 1946), deutsche Regisseurin und Schriftstellerin

###### Winter, N
- Winter, Neil (* 1974), britischer Stabhochspringer
- Winter, Nick (1894–1955), australischer Dreispringer und Olympiasieger
- Winter, Nicola (* 1985), deutsche Kampfpilotin und RaumfahrtkandidatinNicola Winter (* 1985)

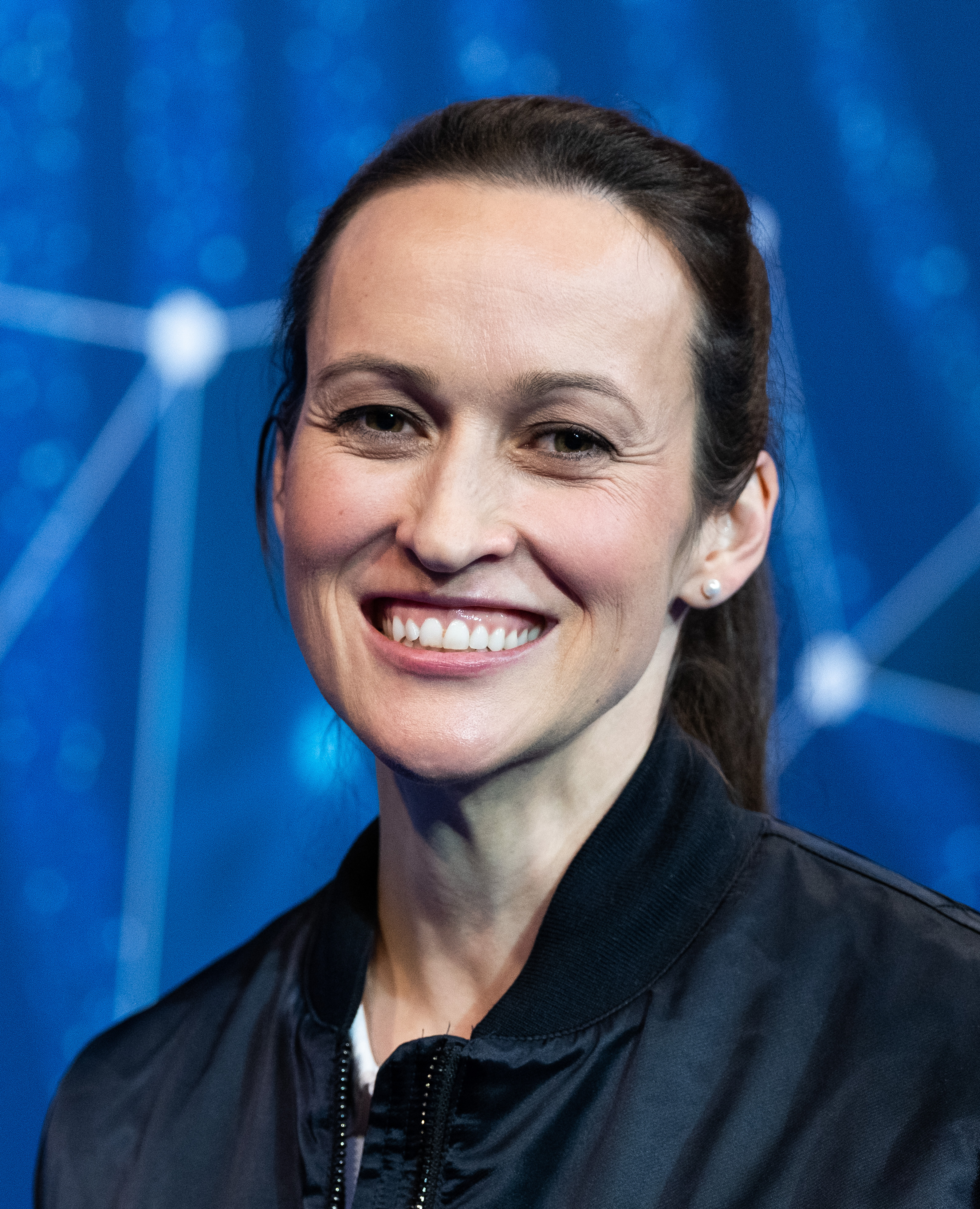
Nicola Winter (* 1985)

- Winter, Nicolas (* 1992), deutscher Fußballschiedsrichter
- Winter, Nike (* 1989), österreichische Fußballspielerin
- Winter, Nils (* 1977), deutscher Leichtathlet (Weitsprung)
- Winter, Nils (* 1993), deutscher Fußballspieler

###### Winter, O
- Winter, Olaf (* 1958), deutscher Lichtdesigner
- Winter, Olaf (* 1973), deutscher Rennkanute
- Winter, Ophélie (* 1974), französische Sängerin und SchauspielerinOphélie Winter (* 1974)

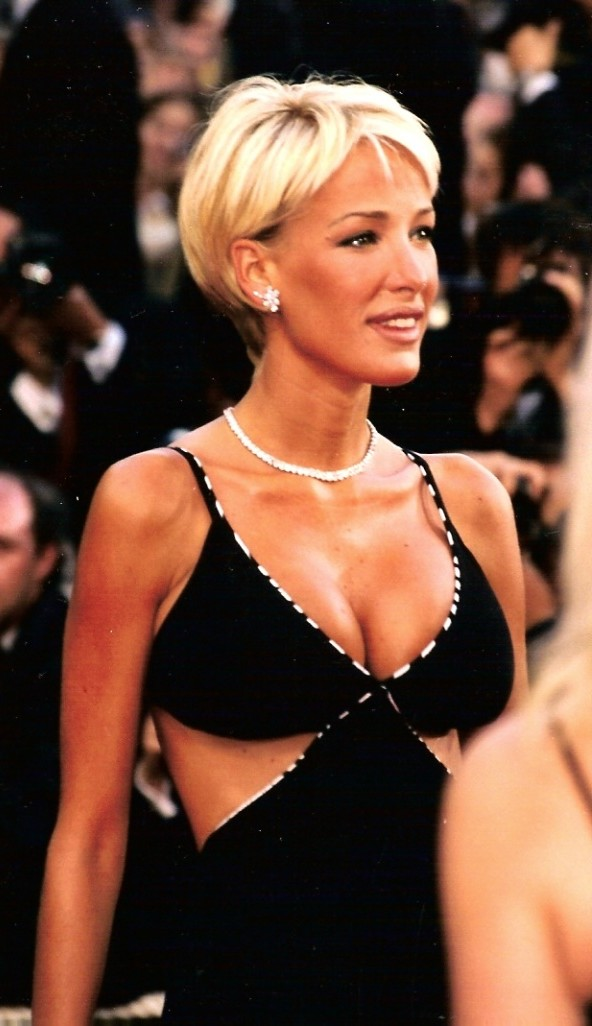
Ophélie Winter (* 1974)

- Winter, Otto (1901–1973), österreichischer Politiker (SPÖ), Abgeordneter zum Nationalrat
- Winter, Otto Friedrich (1918–2003), österreichischer Historiker und Politiker

###### Winter, P
- Winter, Pacal (* 1994), deutscher Volleyballspieler
- Winter, Paul (1894–1970), deutscher Musiker und Komponist
- Winter, Paul (1904–1969), tschechisch-britischer Rechtsanwalt, Lyriker und Theologiehistoriker
- Winter, Paul (1906–1992), französischer Diskuswerfer
- Winter, Paul (* 1939), amerikanischer Jazzsaxophonist und Bandleader
- Winter, Paul (* 1997), deutscher Skispringer
- Winter, Pedro (* 1975), französischer DJ, Produzent, Manager und Inhaber von Ed Banger Records
- Winter, Peter (1898–1985), deutscher Journalist und Schriftsteller
- Winter, Peter (1935–2011), deutscher Journalist, Kunstkritiker und Cartoonist
- Winter, Peter (1941–2018), Briefmarkenfälscher
- Winter, Peter (1943–2019), Schweizer Elektrotechniker
- Winter, Peter (* 1954), deutscher Politiker (CSU), MdL
- Winter, Peter von († 1825), deutscher Komponist klassischer Musik
- Winter, Petra (* 1966), österreichische Veterinärmedizinerin und Hochschullehrerin
- Winter, Petra (* 1972), deutsche Historikerin und Archivarin, Leiterin des Zentralarchivs der Staatlichen Museen zu Berlin
- Winter, Petra (* 1975), deutsche Diplom-Politologin und Journalistin

###### Winter, R
- Winter, Rachel, US-amerikanische Filmproduzentin
- Winter, Raphael, deutscher Maler und Radierer
- Winter, Rebecca (* 1959), deutsche Schauspielerin
- Winter, Regine (* 1957), deutsche Juristin und Richterin am Bundesarbeitsgericht
- Winter, Reinhard (1928–2016), deutscher Sportwissenschaftler und Hochschullehrer
- Winter, Reinhard (* 1953), deutscher Kommunalpolitiker (CDU)
- Winter, Reinhard (* 1958), deutscher Autor, Sozialforscher und Pädagoge
- Winter, Renate (* 1944), österreichische Richtern
- Winter, Ricardo (* 2002), deutsch-österreichischer Politiker der Partei Volt
- Winter, Richard (1934–1994), rumänischer Politiker
- Winter, Rolf (1927–2005), deutscher Journalist
- Winter, Rolf (* 1939), deutscher Fußballspieler
- Winter, Ron (* 1946), US-amerikanischer Schiedsrichter im American Football
- Winter, Rosa (1923–2005), österreichische KZ-Überlebende
- Winter, Rudolf (1893–1965), deutscher Ingenieur und Politiker (SPD), MdL
- Winter, Ruth (1925–2017), österreichische Schauspielerin

###### Winter, S
- Winter, Sabine (* 1992), deutsche TischtennisspielerinSabine Winter (* 1992)

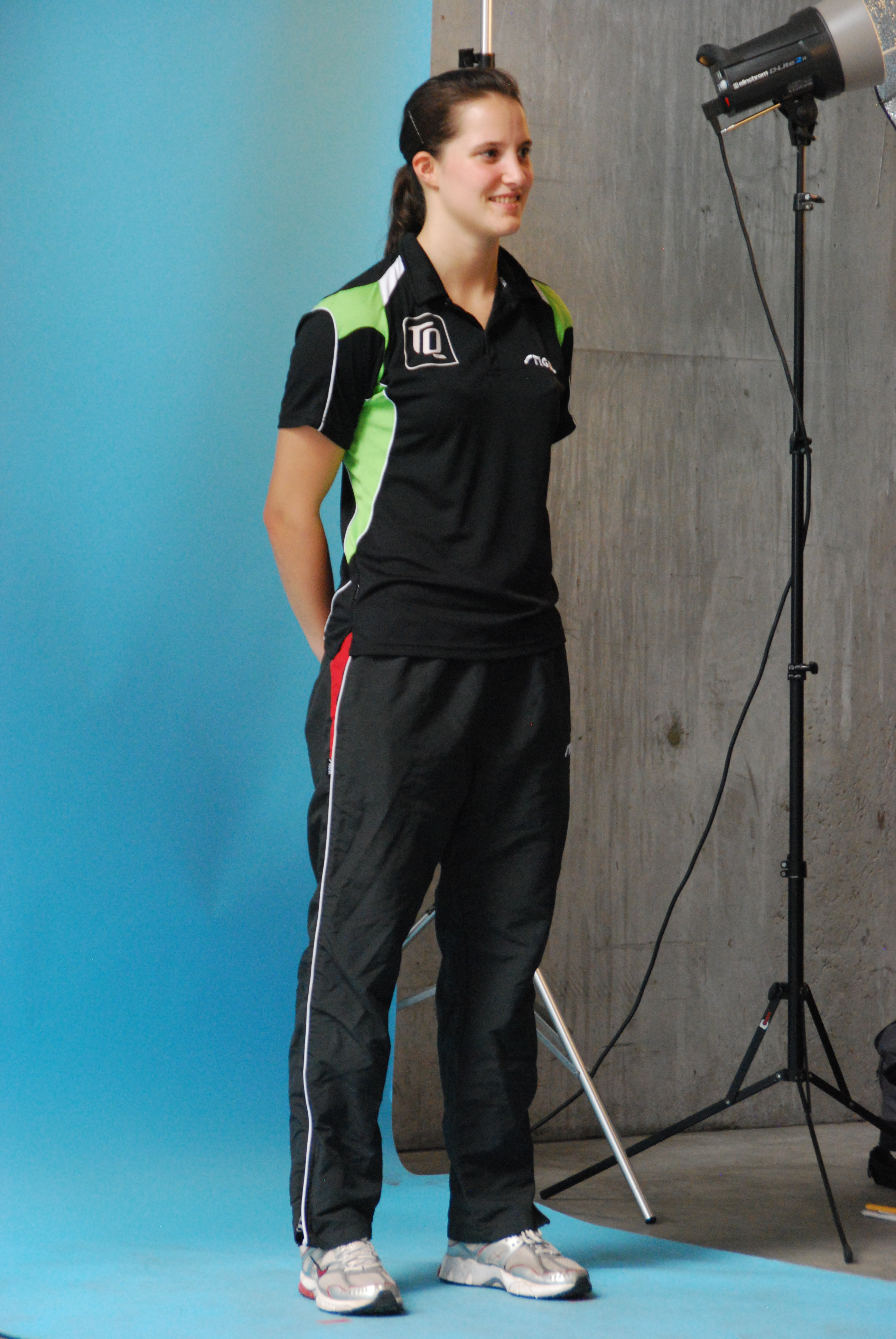
Sabine Winter (* 1992)

- Winter, Schorsch (1899–1955), deutscher Maler und Holzschnitzer
- Winter, Sean (* 1990), US-amerikanischer Pokerspieler
- Winter, Sidney G. (* 1935), US-amerikanischer Ökonom
- Winter, Siegfried Martin (1893–1975), deutscher Autor
- Winter, Stefan (* 1958), deutscher Musikproduzent und Klangkünstler
- Winter, Stefan (* 1959), deutscher Bauingenieur und Hochschullehrer
- Winter, Stefan (* 1968), deutscher Sportphilologe und Teamchef der Nationalmannschaft Skibergsteigen
- Winter, Stefan F. (1960–2018), deutscher Mediziner, Hochschullehrer, Manager und Staatssekretär
- Winter, Stephan (* 1970), deutscher katholischer Theologe
- Winter, Susann B. (* 1962), deutsche Schauspielerin
- Winter, Susanne (* 1957), österreichische Politikerin (FPÖ), Abgeordnete zum Nationalrat
- Winter, Sven (* 1998), deutscher Volleyball- und Beachvolleyballspieler
- Winter, Sylvie (* 1945), deutsches Fotomodell und Schauspielerin

###### Winter, T
- Winter, Ted (1909–2009), australischer Stabhochspringer
- Winter, Terence (* 1960), US-amerikanischer Drehbuchautor und Produzent
- Winter, Tex (1922–2018), US-amerikanischer Basketballtrainer
- Winter, Theodor (1872–1949), deutscher Maler
- Winter, Theodor (1902–1944), deutscher Widerstandskämpfer gegen den Nationalsozialismus
- Winter, Thomas (* 1967), deutscher Fußballspieler
- Winter, Thomas (* 1968), deutscher Polospieler
- Winter, Thomas Daniel (1896–1951), US-amerikanischer Politiker
- Winter, Timothy (* 1960), britischer Islamwissenschaftler und ÜbersetzerTimothy Winter (* 1960)

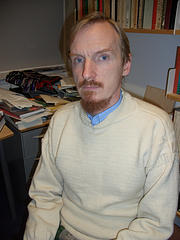
Timothy Winter (* 1960)

- Winter, Tobias (* 1993), österreichischer Beachvolleyballspieler
- Winter, Torsten (* 1945), deutscher Badmintonspieler

###### Winter, U
- Winter, Ulrich (* 1964), deutscher Romanist
- Winter, Ulrich J. (1951–2018), deutscher Mediziner
- Winter, Ursula, deutsche Literaturwissenschaftlerin und Autorin
- Winter, Uwe (* 1965), deutscher Radrennfahrer

###### Winter, V
- Winter, Vera (* 1951), deutsche Badmintonspielerin
- Winter, Veronika (* 1965), deutsche Sopranistin
- Winter, Viktor (* 1999), österreichischer Fußballspieler
- Winter, Vincent (1947–1998), britischer Schauspieler

###### Winter, W
- Winter, Walter (1919–2012), deutscher Sinto, Überlebender des Porajmos
- Winter, Werner (1912–1972), deutscher Kapitän zur See der Bundesmarine
- Winter, Werner (* 1923), deutscher Militär, Offizier der DDR
- Winter, Werner (1923–2010), deutscher Indogermanist und Sprachwissenschaftler
- Winter, Werner (1924–2001), Schweizer Raubtierdompteur
- Winter, Wiebke (* 1996), deutsche Politikerin (CDU)Wiebke Winter (* 1996)

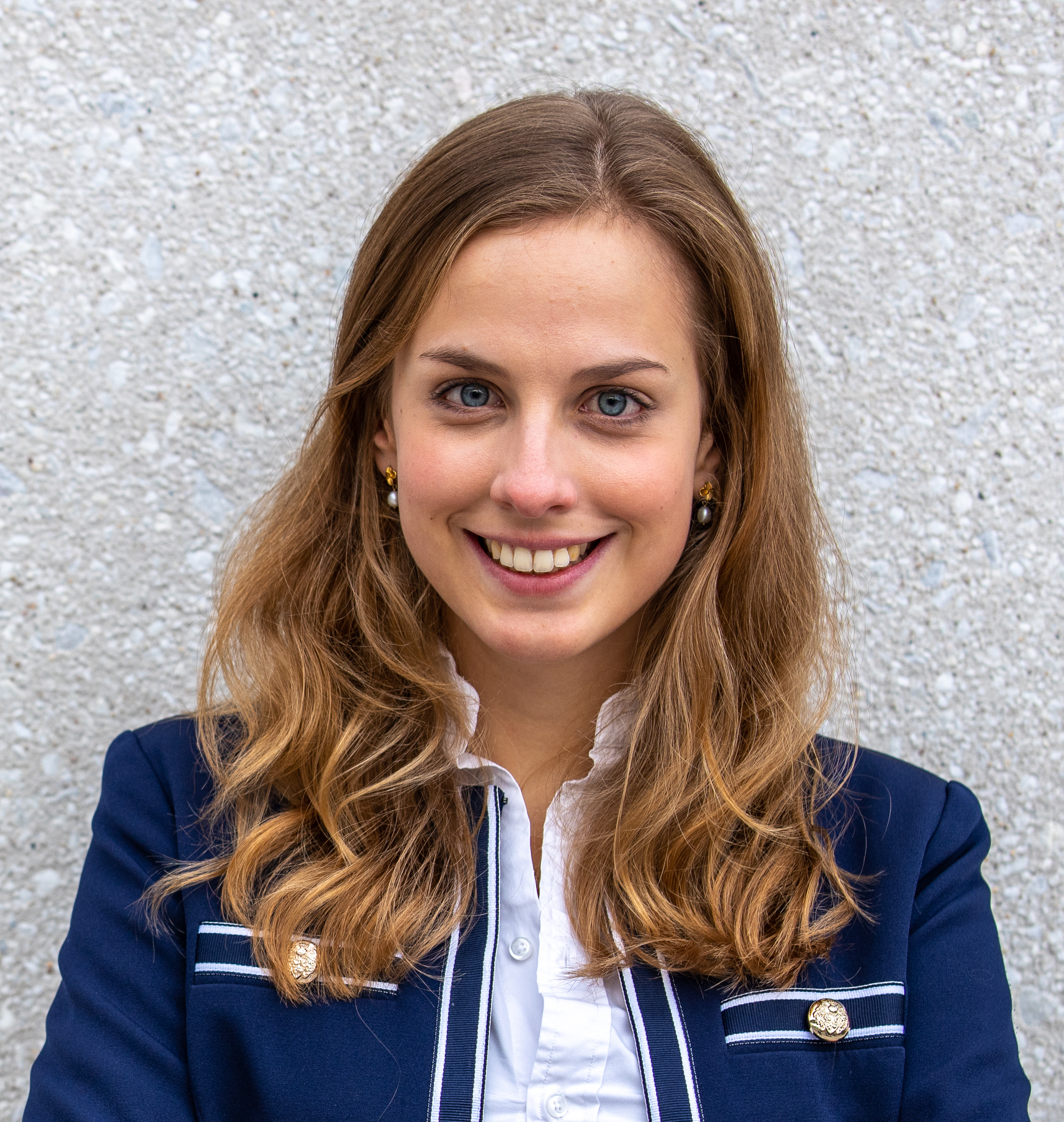
Wiebke Winter (* 1996)

- Winter, Wilhelm (1803–1895), deutscher Gutsbesitzer und Politiker, Regierungspräsident, MdR
- Winter, Wilhelm (1813–1901), Bürgermeister, Mitglied des Provinziallandtages der Provinz Hessen-Nassau
- Winter, Wilhelm (1900–1973), deutscher Landwirt und Politiker (BCSV, CDU)
- Winter, Wilhelm (* 1968), deutscher Mathematiker
- Winter, Willi (* 1953), deutscher Kabarettist und Puppenspieler
- Winter, William (1836–1917), US-amerikanischer Schriftsteller und Literaturkritiker
- Winter, William (1897–1955), englischer Schachspieler
- Winter, William (1923–2020), US-amerikanischer Politiker
- Winter, William Joseph (* 1930), US-amerikanischer Geistlicher, emeritierter Weihbischof in Pittsburgh
- Winter, Wolfgang (* 1960), deutscher Bildhauer, Teil des Künstlerduos "Winter/Hörbelt"
- Winter, Wolfram (* 1963), deutscher Medienmanager, Politologe und gelernter JournalistWolfram Winter (* 1963)

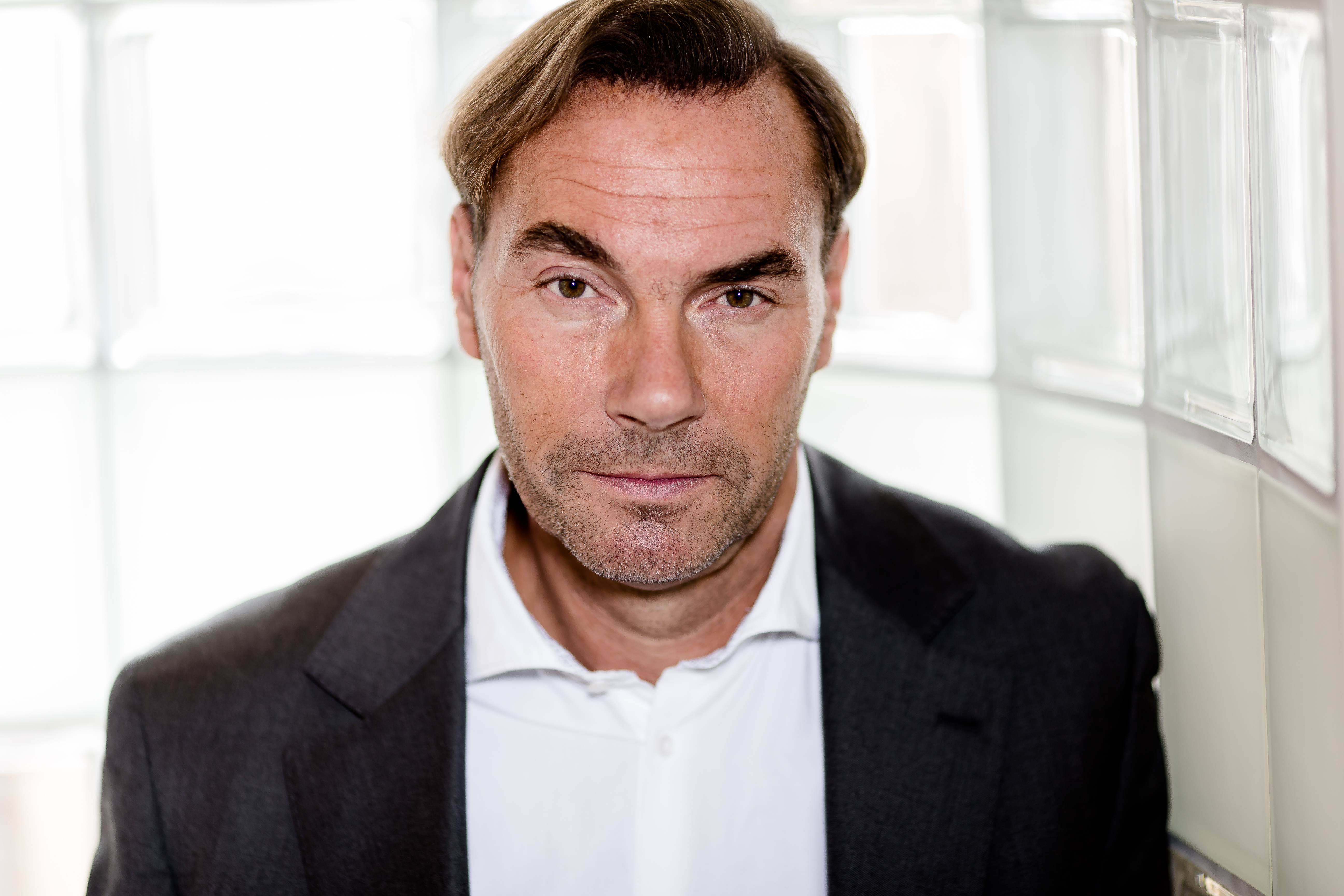
Wolfram Winter (* 1963)

###### Winter, Z
- Winter, Zikmund (1846–1912), tschechischer Schriftsteller und Historiker

##### Winter-

###### Winter-E
- Winter-Ebmer, Rudolf (* 1961), österreichischer Wirtschaftswissenschaftler und Hochschullehrer

###### Winter-H
- Winter-Hjelm, Otto (1837–1931), norwegischer Komponist, Dirigent, Organist, Musikkritiker und -pädagoge

###### Winter-S
- Winter-Schulze, Madeleine (* 1941), deutsche Unternehmerin und Reiterin

###### Winter-T
- Winter-Tymian, Emil (1860–1926), sächsischer Volkssänger, Salon-Humorist und Theaterdirektor

##### Wintera
- Wintera, Laurentius (1864–1914), böhmischer Benediktiner
- Winterauer, Reinhard (* 1947), österreichischer Politiker (SPÖ), Landtagsabgeordneter, Bundesrat

##### Winterb
- Winterbach, Ingrid (* 1948), südafrikanische Schriftstellerin und bildende Künstlerin
- Winterbach, Julian (* 1996), deutscher Kinderdarsteller
- Winterbauer, Marcus (* 1965), deutscher Kameramann
- Winterbauer, Stefan (* 1970), deutscher Journalist
- Winterberg, Carl (1812–1872), deutscher Politiker und waldeckischer Regierungschef
- Winterberg, Christian (1767–1827), deutscher Bürgermeister und Politiker
- Winterberg, Friedwardt (* 1929), deutschstämmiger US-amerikanischer Physiker
- Winterberg, Guido (* 1962), Schweizer Radrennfahrer
- Winterberg, Hans (1901–1991), deutscher KomponistHans Winterberg (1901–1991)

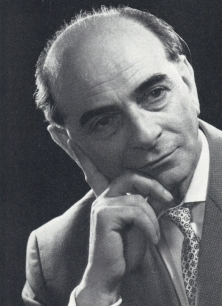
Hans Winterberg (1901–1991)

- Winterberg, Mailee (* 2003), deutsche Handballspielerin
- Winterberg, Philipp (* 1978), deutscher Autor
- Winterberg, Sonya (* 1970), deutsche Journalistin, Buchautorin und Biografin
- Winterberg, Yury (* 1965), deutscher Schriftsteller
- Winterberger, Alexander (1834–1914), deutscher Organist, Pianist und Komponist
- Winterberger, Gerhard (1922–1993), Schweizer Wirtschaftswissenschaftler
- Winterbotham, Frederick William (1897–1990), britischer Oberst und Historiker
- Winterbotham, R. R. (1904–1971), amerikanischer Schriftsteller
- Winterbottom, Ian, Baron Winterbottom (1913–1992), britischer Politiker (Labour Party)
- Winterbottom, Michael (* 1934), britischer klassischer Philologe
- Winterbottom, Michael (* 1961), britischer FilmregisseurMichael Winterbottom (* 1961)

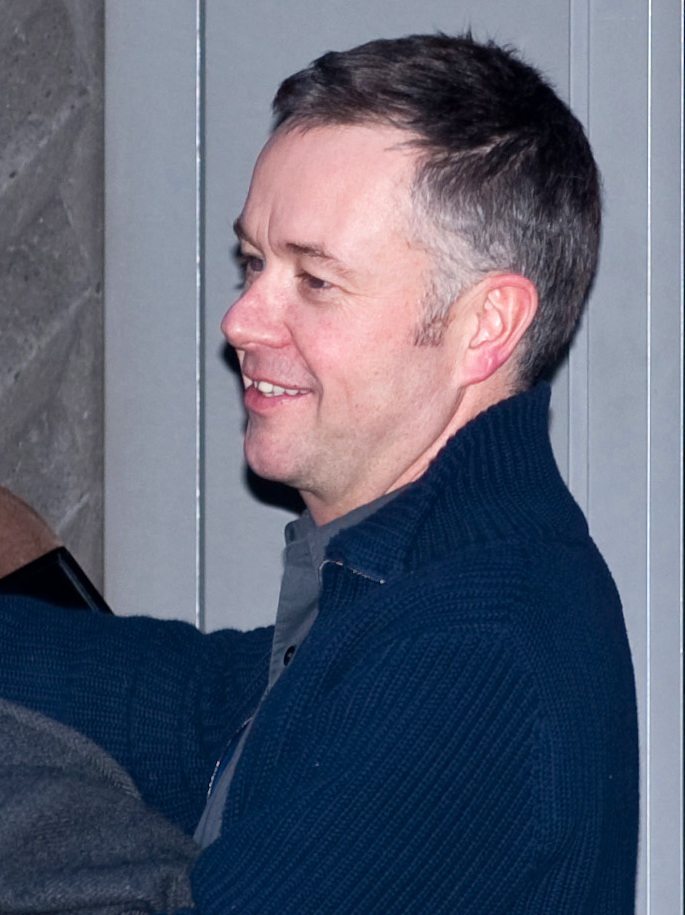
Michael Winterbottom (* 1961)

- Winterbottom, Richard (* 1944), kanadisch-britischer Ichthyologe, Evolutionsbiologe, Museumskurator und Hochschullehrer
- Winterbottom, Walter (1913–2002), englischer Fußballspieler und -trainer
- Winterbourn, Christine (* 1942), neuseeländische Biochemikerin und Hochschullehrerin
- Winterburn, Nigel (* 1963), englischer Fußballspieler
- Winterburn, Walter († 1305), römisch-katholischer Geistlicher, Kardinal

##### Wintere
- Winterer, Andreas (* 1968), deutscher Autor, Journalist und Schriftsteller
- Winterer, Anne (1894–1938), deutsche Fotografin
- Winterer, Caroline (* 1966), US-amerikanische Historikerin
- Winterer, Christoph (* 1967), deutscher Kunsthistoriker und Handschriftenforscher
- Winterer, Franz (1892–1971), österreichischer Politiker (SPÖ), Abgeordneter zum Nationalrat
- Winterer, Georg (* 1961), deutscher Unternehmer, Mediziner und Hochschullehrer
- Winterer, Landolin (1832–1911), französisch-deutscher Geistlicher und Politiker, MdR
- Winterer, Otto (1846–1915), deutscher Verwaltungsjurist, Oberbürgermeister der Städte Konstanz und Freiburg
- Winterer, Wilhelm (1879–1969), deutscher Offizier und Autor

##### Winterf
- Winterfeld, Adolf von (1824–1889), deutscher Militäroffizier, Schriftsteller und Übersetzer
- Winterfeld, Adolph Heinrich von (1689–1740), preußischer Landrat
- Winterfeld, Carl Ludwig von (1726–1784), preußischer Generalmajor, Chef des Infanterie-Regiments Nr. 7
- Winterfeld, Carl von (1784–1852), deutscher Musikwissenschaftler und Richter
- Winterfeld, Dethard von (* 1938), deutscher Kunsthistoriker
- Winterfeld, Detlof von († 1611), kurfürstlich-brandenburgischer Rat, Johanniterkomtur und Landvogt der Neumark
- Winterfeld, Else (1873–1938), deutsche Malerin, Grafikerin und Zeichnerin
- Winterfeld, Friedrich von (1666–1707), königlich dänischer Generalmajor und Chef des Oldenburger Kürassier-Regiments
- Winterfeld, Friedrich von (1875–1949), deutscher Jurist, Gutsbesitzer und Politiker (DNVP), MdL
- Winterfeld, Friedrich Wilhelm von († 1787), preußischer Landrat
- Winterfeld, Georg Levin von (1674–1728), preußischer Generalmajor, Chef des Kürassierregiments „du Portail“
- Winterfeld, Georg von (1580–1657), kurbrandenburgischer Geheimer Rat, Landvogt der Neumark und Herrenmeister des Johanniterordens
- Winterfeld, Hans von (1857–1914), preußischer General der Infanterie, Gouverneur der Festung Metz
- Winterfeld, Henning von (1901–1945), deutscher Verwaltungsjurist, Landrat
- Winterfeld, Henry (1901–1990), deutschamerikanischer Schriftsteller und KünstlerHenry Winterfeld (1901–1990)

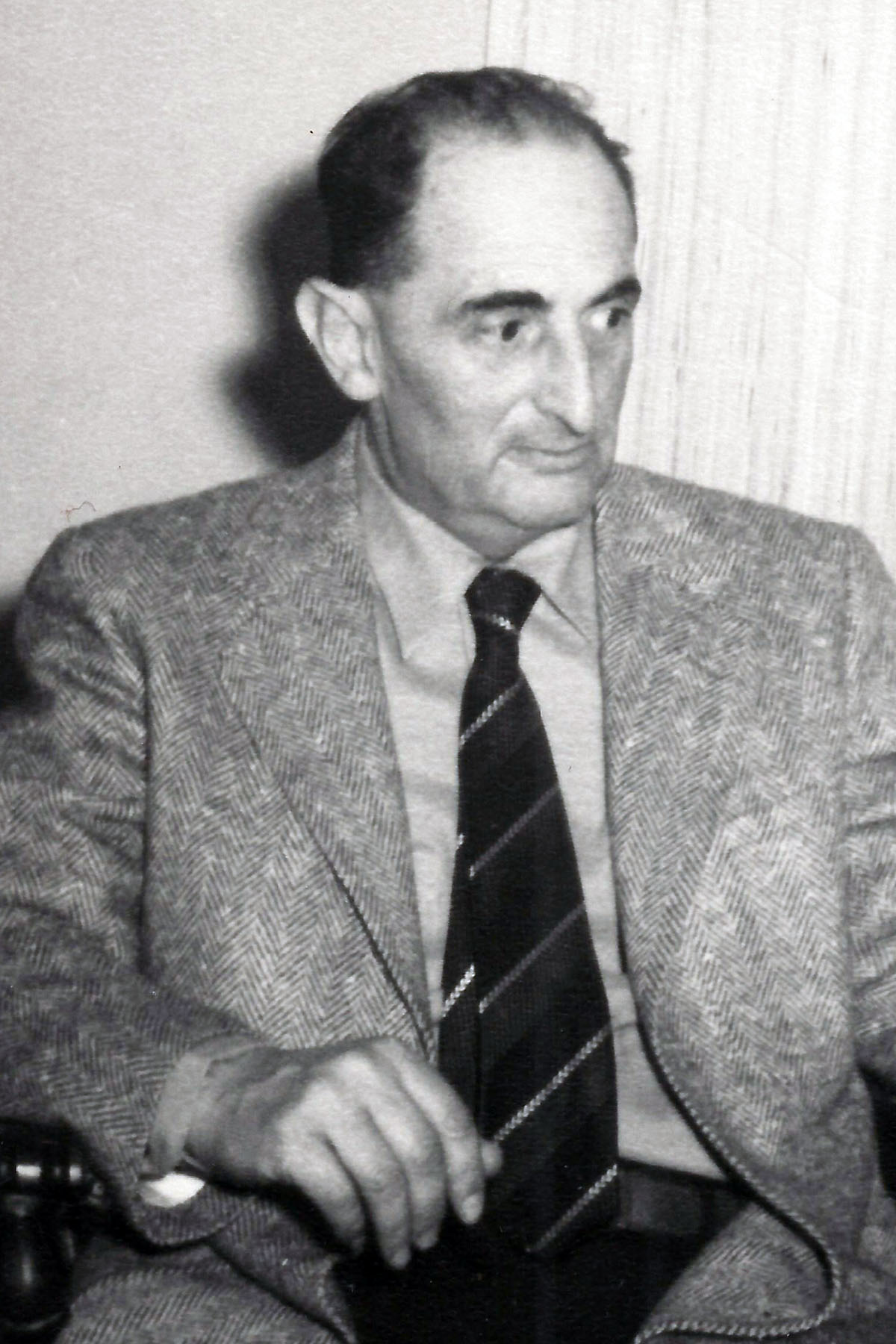
Henry Winterfeld (1901–1990)

- Winterfeld, Hugo von (1836–1898), preußischer General der Infanterie
- Winterfeld, Joachim von (1873–1934), preußischer Offizier, Schriftsteller
- Winterfeld, Johann Friedrich von (1609–1667), Erbherr auf Dallmin und Domdechant im Hochstift Lübeck
- Winterfeld, Karl (1891–1971), deutscher Pharmazeut und Hochschullehrer
- Winterfeld, Kaspar Dietlof von († 1725), preußischer Oberst und Chef des Garnisonsbataillons Nr. 2
- Winterfeld, Ludwig Gustav von (1807–1874), preußischer Offizier, Politiker und Familienhistoriker
- Winterfeld, Ludwig von (1798–1889), preußischer Generalmajor, Mitglied der Studienkommission für Divisionsschulen
- Winterfeld, Ludwig von (1880–1958), deutscher Unternehmer
- Winterfeld, Luise von (1882–1967), deutsche Historikerin, Direktorin des Stadtarchiv Dortmund und Fachautorin
- Winterfeld, Paul von (1872–1905), deutscher Hochschullehrer und Mitbegründer der Mittellateinischen Philologie sowie Mitarbeiter der Monumenta Germaniae Historica
- Winterfeld, Richard von (1884–1965), preußischer Verwaltungsjurist und Landrat
- Winterfeld, Samuel von (1581–1643), deutscher Domherr, Staatsmann und Statthalter der Kurmark
- Winterfeld, Wilhelm von (1821–1904), preußischer Generalleutnant
- Winterfeld, Wilhelm von (1898–1997), deutscher Bildhauer und Maler
- Winterfeld-Platen, Leontine von (1883–1960), deutsche Schriftstellerin
- Winterfeld-Warnow, Emmy von (1861–1937), deutsche Novellenautorin
- Winterfeldt, Detlof von (1867–1940), preußischer Generalmajor und MilitärattachéDetlof von Winterfeldt (1867–1940)

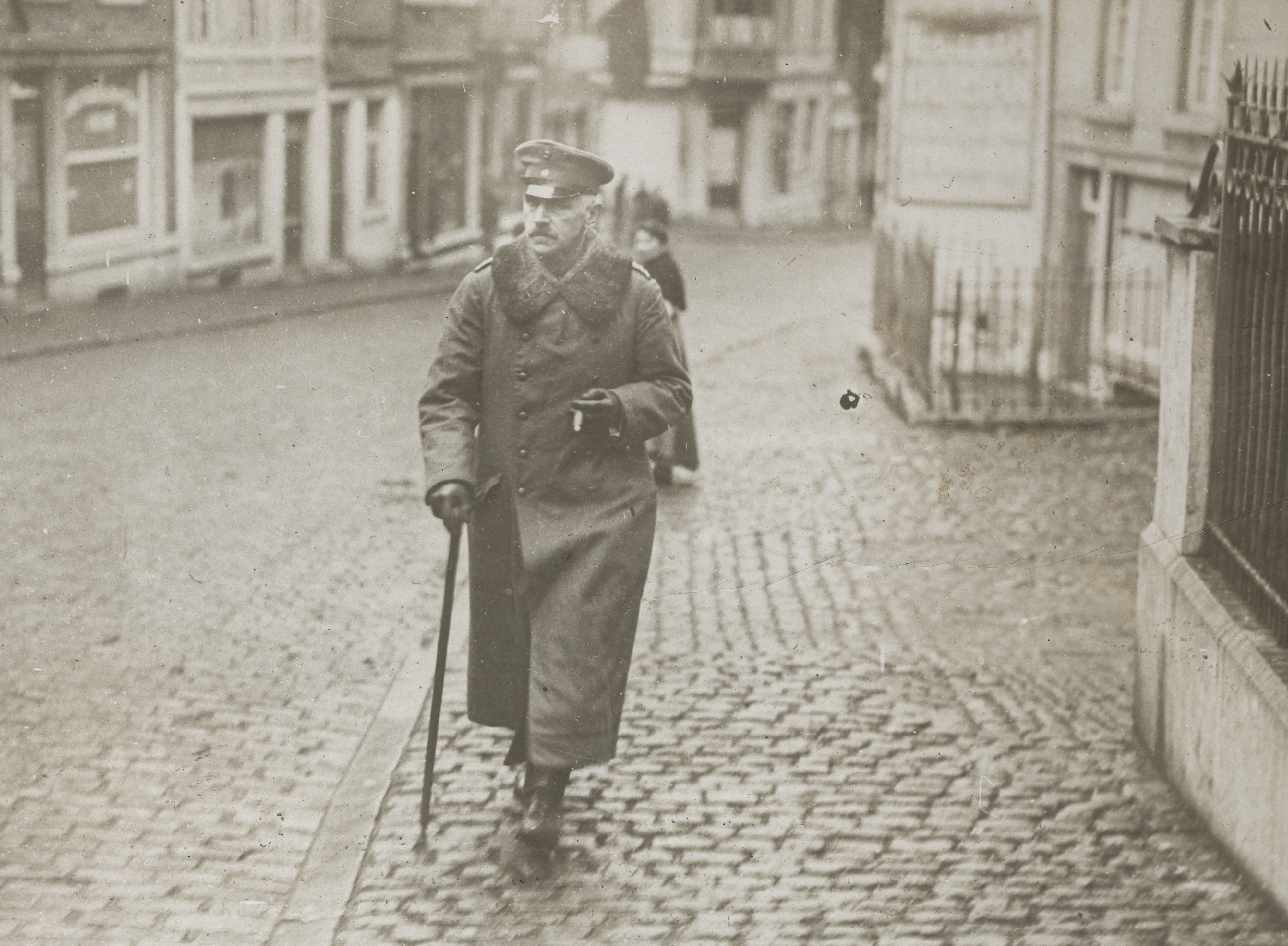
Detlof von Winterfeldt (1867–1940)

- Winterfeldt, Ekkehard (1932–2014), deutscher Chemiker
- Winterfeldt, Felix († 1885), deutscher Verwaltungsjurist und Kommunalbeamter
- Winterfeldt, Friedrich Wilhelm von (1830–1893), deutscher Landschaftsmaler der Düsseldorfer Schule
- Winterfeldt, Fritz-Detlof von (1886–1948), deutscher paramilitärischer Aktivist
- Winterfeldt, Giovanna (* 1991), deutsche Synchronsprecherin und Sängerin
- Winterfeldt, Hans Karl von (1707–1757), preußischer Generalleutnant
- Winterfeldt, Juliane Auguste Henriette von (1710–1790), deutsche Domina (Äbtissin)
- Winterfeldt, Karl Friedrich Wilhelm von (1813–1867), preußischer Generalmajor und Kommandant der Festung Mainz
- Winterfeldt, Margarethe von (1902–1978), deutsche Gesangspädagogin
- Winterfeldt, Rudolf von (1829–1894), preußischer General der Infanterie
- Winterfeldt, Rudolph Heinrich von (1720–1788), preußischer Oberst, Chef des Schlesischen Artilleriekorps
- Winterfeldt, Sabine (* 1966), deutsche Synchronsprecherin und Schauspielerin
- Winterfeldt, Ulrich von (1823–1908), deutscher Politiker (DkP), MdR und preußischer Landrat
- Winterfeldt, Victoria von (1906–1973), deutsche Sinologin
- Winterfeldt, Wilhelm von (1824–1906), preußischer General der Kavallerie
- Winterfeldt-Menkin, Joachim von (1865–1945), deutscher Jurist, preußischer Oberpräsidialrat, Landesdirektor der Provinz Brandenburg, MdR

##### Winterg
- Wintergerst, Josef (1783–1867), deutscher Maler der Romantik
- Wintergerst, Louis (1913–1977), deutscher Bauingenieur
- Wintergerst, Maria Barbara (1791–1861), deutsche Porträt-, Genre- und Miniaturmalerin sowie Zeichenlehrerin
- Wintergerst, Ralf (* 1962), deutscher Karateka, Manager und WirtschaftsverbandsfunktionärRalf Wintergerst (* 1962)

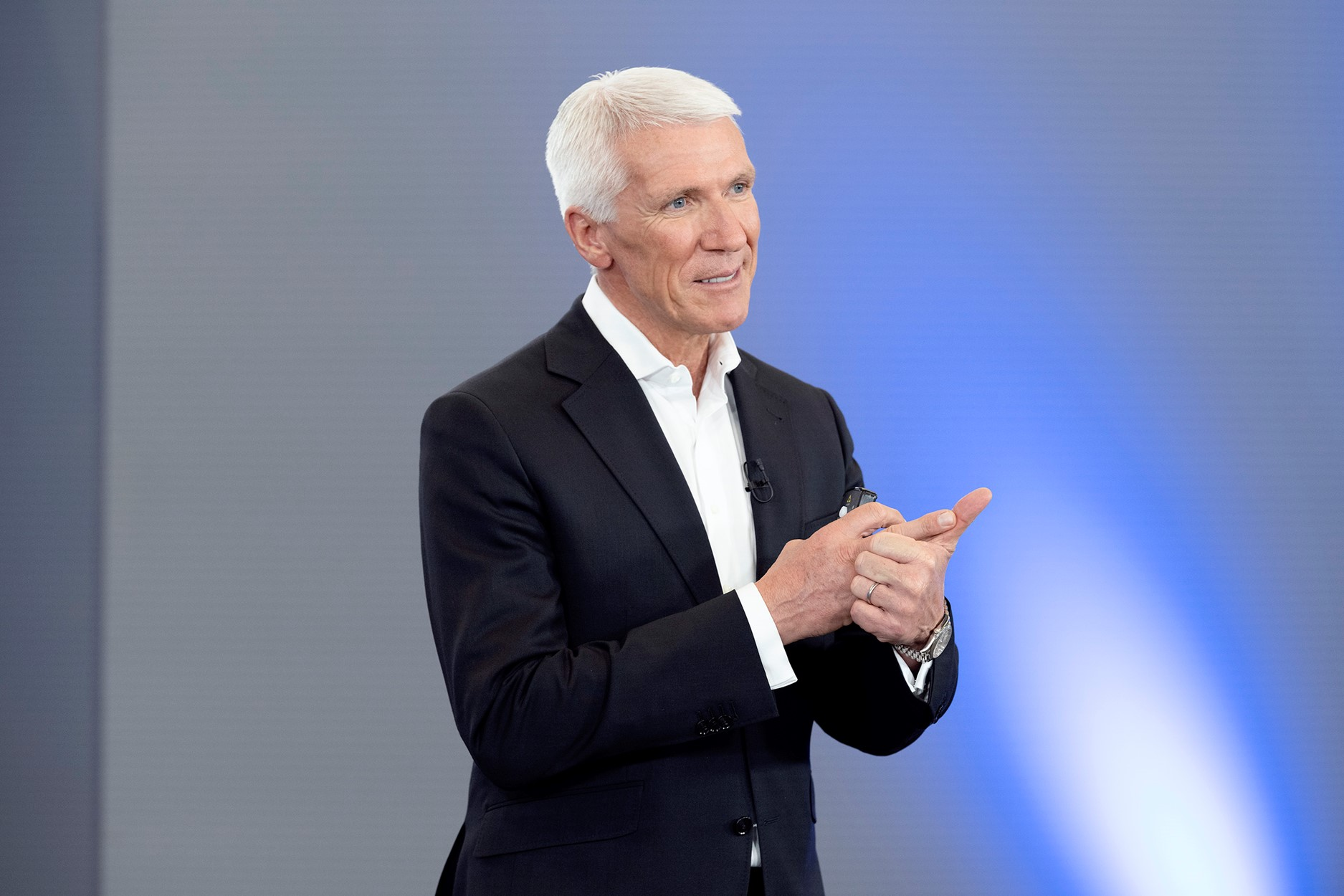
Ralf Wintergerst (* 1962)

- Wintergrün, Sylvia (* 1957), deutsche Schauspielerin und Sängerin

##### Winterh
- Winterhager, Eberhard (* 1943), deutscher Journalist, Chefredakteur der Siegener Zeitung
- Winterhager, Friedrich (* 1953), deutscher Universitätsarchivar und historischer Sachbuchautor
- Winterhager, Helmut (1911–2002), deutscher Hochschullehrer für Metallhüttenkunde und Elektrometallurgie sowie Rektor der RWTH Aachen
- Winterhager, Klaus (1929–2016), deutscher Grafikdesigner und Kommunikationsdesigner
- Winterhager, Wilhelm Ernst (* 1949), deutscher Historiker der Neueren Geschichte
- Winterhalder, Adam († 1737), deutscher Bildhauer
- Winterhalder, Andreas (* 1985), deutscher Schauspieler
- Winterhalder, Bartholomaeus († 1680), deutscher Bildhauer
- Winterhalder, Clemens (* 1668), deutscher Bildhauer
- Winterhalder, Edward (* 1955), US-amerikanischer Schriftsteller, Fernsehproduzent und Unternehmer
- Winterhalder, Erich (1808–1889), österreichisch-rumänischer liberaler Ökonom, Journalist und Verleger
- Winterhalder, Johann Conrad (1640–1676), deutscher Bildhauer
- Winterhalder, Johann Michael (1706–1759), deutscher Bildhauer und Holzschnitzer
- Winterhalder, Josef der Ältere (1702–1769), deutscher Bildhauer
- Winterhalder, Josef der Jüngere (1743–1807), deutsch-mährischer Maler
- Winterhalder, Lioba (1945–2012), deutsche Bühnen- und Kostümbildnerin
- Winterhalder, Philipp (1667–1727), deutscher Bildhauer
- Winterhalder, Robert (1866–1932), deutscher Erfinder des Skilifts
- Winterhalter, französischer Metal-Schlagzeuger
- Winterhalter, Claudius (* 1953), deutscher Orgelbauer
- Winterhalter, Elisabeth (1856–1952), erste deutsche Chirurgin
- Winterhalter, Ernst (1944–2019), deutscher Fußballspieler
- Winterhalter, Franz Xaver (1805–1873), deutscher PorträtmalerFranz Xaver Winterhalter (1805–1873)

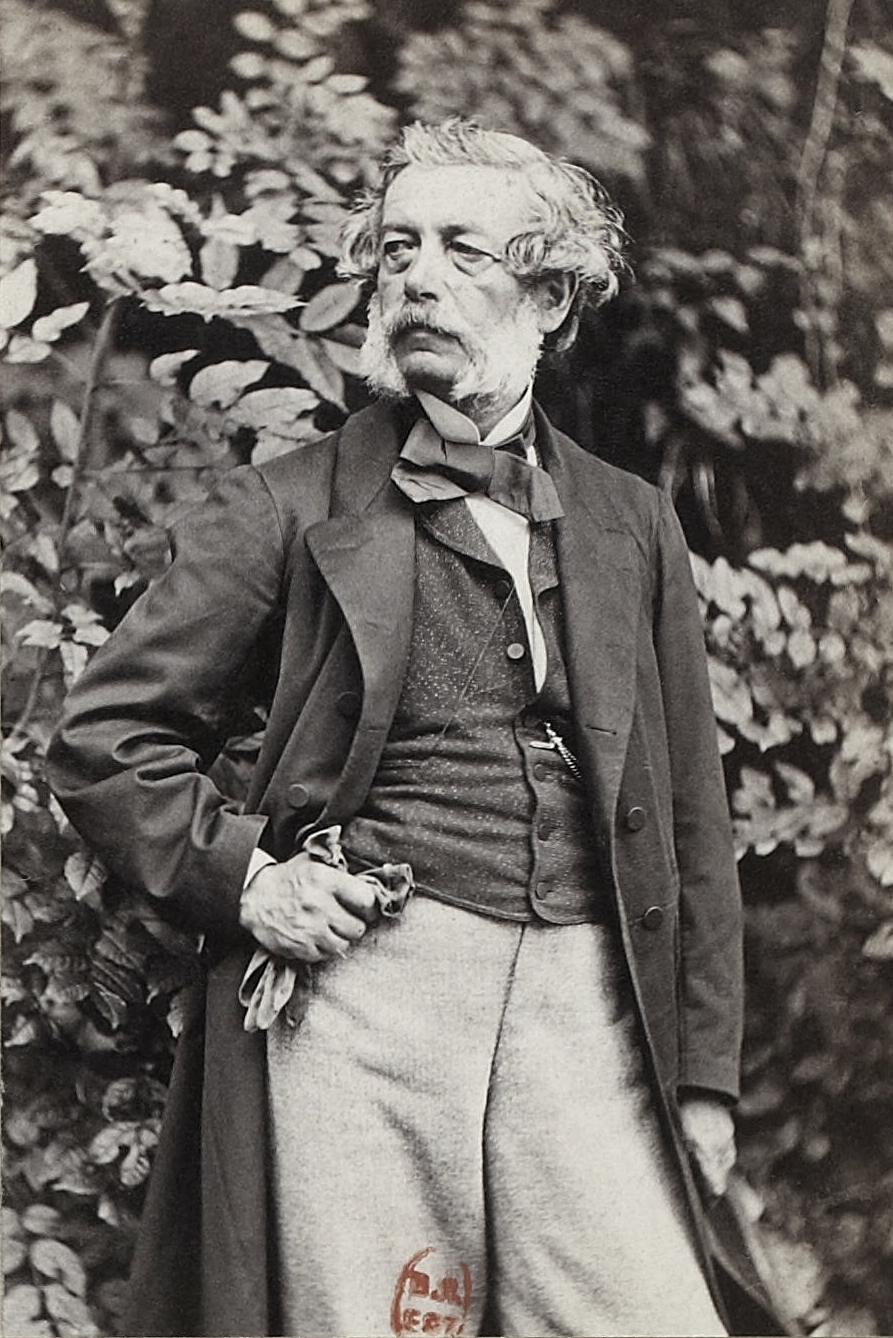
Franz Xaver Winterhalter (1805–1873)

- Winterhalter, Hermann (1808–1891), deutscher Maler
- Winterhalter, Hugo (1909–1973), US-amerikanischer Musiker, Bandleader, Arrangeur und Musikproduzent
- Winterhalter, Jonas (* 1985), deutscher Jazzmusiker (Trompete, Komposition und Orchesterleiter)
- Winterhalter, Karl (1911–2012), deutscher Unternehmer und Ingenieur
- Winterhalter, Kaspar Heinrich (1934–2023), Schweizer Biochemiker und Hochschullehrer
- Winterhalter, Martin Othmar (1889–1961), Schweizer Industrieller und Erfinder des modernen Reissverschlusses
- Winterhalter, Max (1902–1942), deutscher Widerstandskämpfer gegen den Nationalsozialismus
- Winterhart, Joff (* 1974), britischer Comic-Künstler und -autor
- Winterhelt, Oskar (1873–1958), deutscher Architekt, Heimatforscher und Sammler
- Winterhoff, Birgit (* 1953), deutsche evangelisch-lutherische Pfarrerin und Autorin
- Winterhoff, Fritz (1897–1946), Betriebsführer und Generaldirektor der Deutschen Röhrenwerke AG
- Winterhoff, Klaus (* 1950), deutscher Jurist
- Winterhoff, Lissy (* 1953), deutsche Künstlerin und Theaterwissenschaftlerin
- Winterhoff, Michael (* 1955), deutscher Kinder- und Jugendpsychiater, Psychotherapeut und AutorMichael Winterhoff (* 1955)

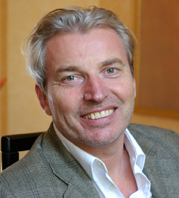
Michael Winterhoff (* 1955)

- Winterhoff, Reinhard (1895–1968), deutscher Generalintendant der Luftwaffe im Zweiten Weltkrieg
- Winterhoff-Spurk, Peter (* 1945), deutscher Psychologe, Autor und Verleger

##### Winteri
- Winterich, Jean (1886–1931), deutscher Politiker
- Winterink, Anton (1914–1944), niederländischer Widerstandskämpfer

##### Winterk
- Winterkamp, Klaus (* 1966), deutscher römisch-katholischer Geistlicher und Domkapitular
- Winterkorn, Martin (* 1947), deutscher Manager

##### Winterl
- Winterl, Hans (1900–1970), österreichischer Arbeiterdichter und Schriftsteller
- Winterl, Jacob Joseph (1732–1809), österreichischer Chemiker
- Winterlich, Joachim (* 1942), deutscher Skisprung-Trainer
- Winterlin, Anton (1805–1894), deutsch-schweizerischer Maler und Zeichner
- Winterling, Aloys (* 1956), deutscher Althistoriker
- Winterling, Christian Martin (1800–1884), deutscher Schriftsteller, Anglist und Romanist
- Winterling, Georg (1859–1929), deutscher Geigenbauer
- Winterling, Heinz (1940–2014), deutscher Fußballspieler
- Winterling, Hermann (1906–2008), deutscher Unternehmer

##### Winterm
- Wintermann, Klaus-Dieter (1953–2001), deutscher Museologe
- Wintermantel, Erich (1956–2022), deutscher Mediziner und Maschinenbauingenieur
- Wintermantel, Margret (* 1947), deutsche Sozialpsychologin
- Wintermantel, Robert (* 1970), deutscher Basketballmanager und -spieler
- Wintermantel, Theodor (1878–1945), deutscher Jurist und Politiker
- Wintermeyer, Axel (* 1960), deutscher Rechtsanwalt und Politiker (CDU), MdLAxel Wintermeyer (* 1960)

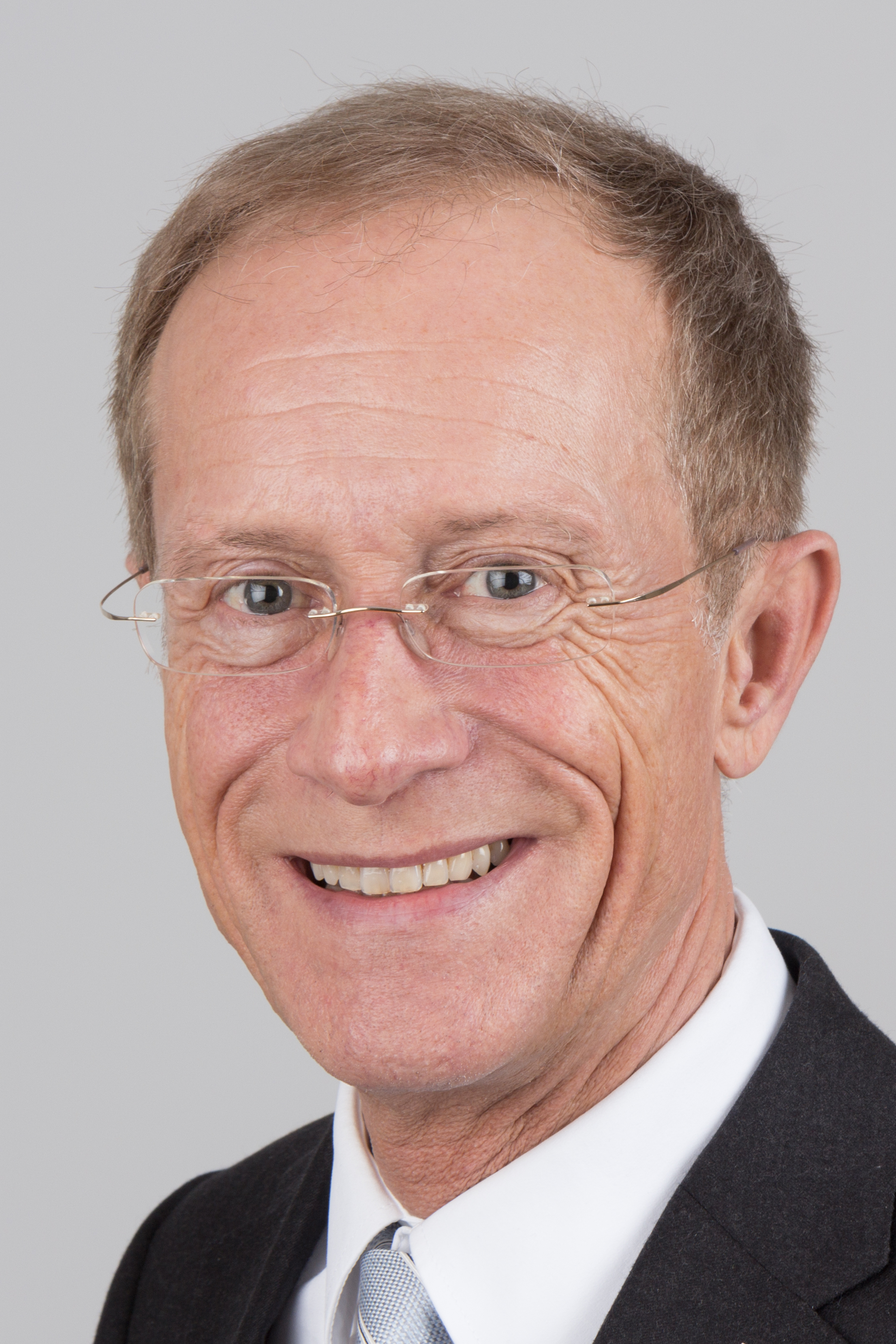
Axel Wintermeyer (* 1960)

- Wintermeyer, Louis (1859–1901), deutscher Politiker (FVp), MdR

##### Wintern
- Winternitz, Adolfo (1906–1993), österreichisch-peruanischer Künstler
- Winternitz, Artur (1893–1961), britischer Mathematiker
- Winternitz, Emanuel (1898–1983), österreichischer Jurist und US-amerikanischer Musikwissenschaftler
- Winternitz, Hugo (1868–1934), österreichisch-deutscher Mediziner
- Winternitz, Josef (1896–1952), deutscher Ökonom und KPD-Funktionär
- Winternitz, Moriz (1863–1937), österreichischer Indologe und Ethnologe
- Winternitz, Pavel (1936–2021), kanadischer mathematischer Physiker
- Winternitz, Richard (1861–1929), deutscher Maler
- Winternitz, Wilhelm (1834–1917), österreichischer Arzt und Balneologe
- Winternitz-Dorda, Martha (1880–1958), österreichische Opernsängerin (Sopran) und Gesangspädagogin

##### Wintero
- Winterø, Sebastian (* 1974), dänischer Kameramann
- Winterová, Kateřina (* 1976), tschechische Schauspielerin

##### Winters
- Winters, Alexander (* 1989), US-amerikanischer Schauspieler, Stuntman, Filmproduzent und Model
- Winters, Anne (* 1994), US-amerikanische Schauspielerin
- Winters, Ben H. (* 1976), US-amerikanischer Schriftsteller
- Winters, Brian (* 1991), US-amerikanischer American-Football-Spieler
- Winters, Corinne (* 1983), US-amerikanische Opernsängerin (Sopran)
- Winters, David (1939–2019), britisch-US-amerikanischer Regisseur, Filmproduzent, Drehbuchautor, Cheoreograph sowie Schauspieler und Tänzer
- Winters, Dean (* 1964), US-amerikanischer SchauspielerDean Winters (* 1964)

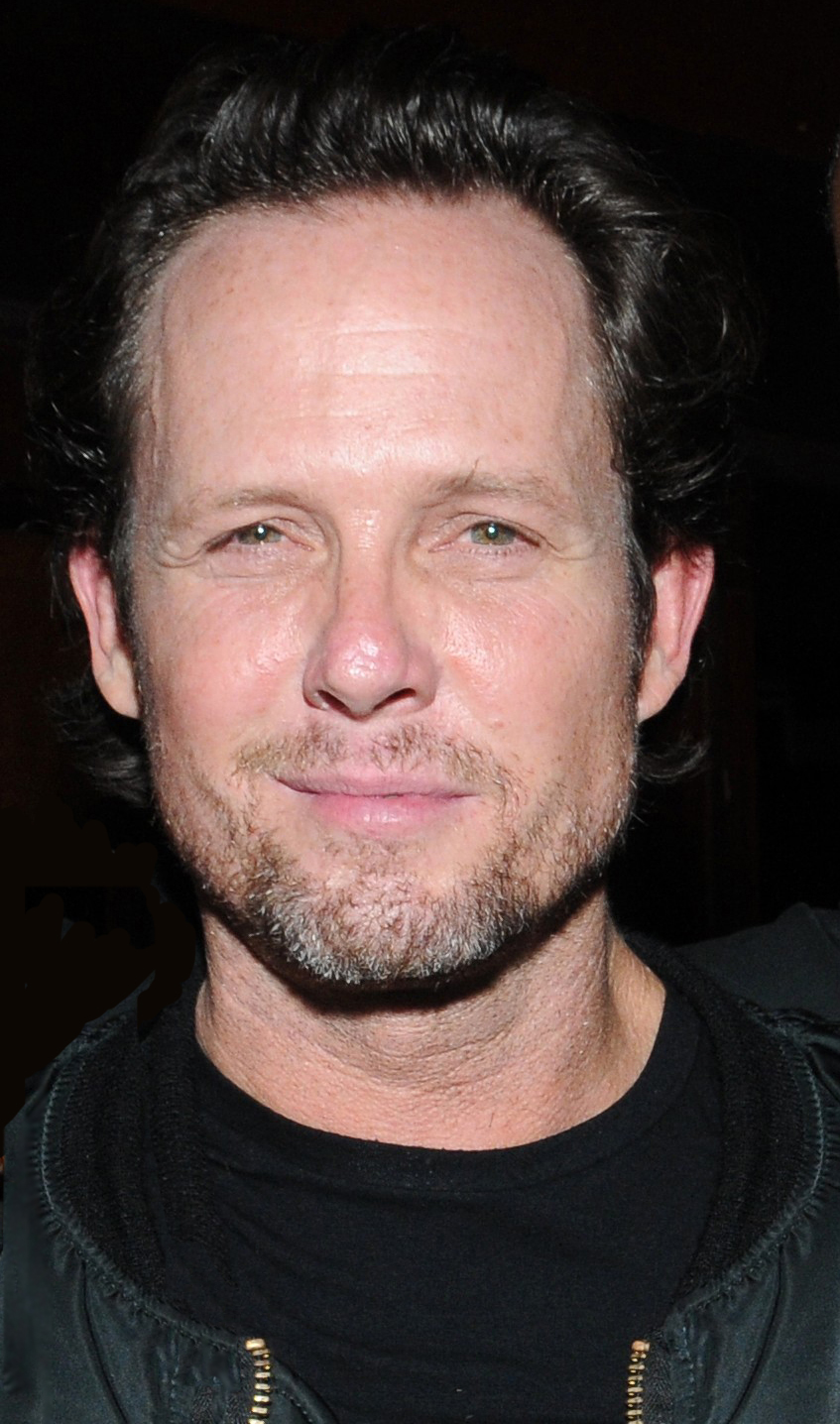
Dean Winters (* 1964)

- Winters, Gary, amerikanischer Jazz- und Funkmusiker (Trompete, Flügelhorn)
- Winters, Johann Christoph (1772–1862), Begründer des Hänneschen-Theater in Köln
- Winters, Jonathan (1925–2013), US-amerikanischer Komödien-SchauspielerJonathan Winters (1925–2013)

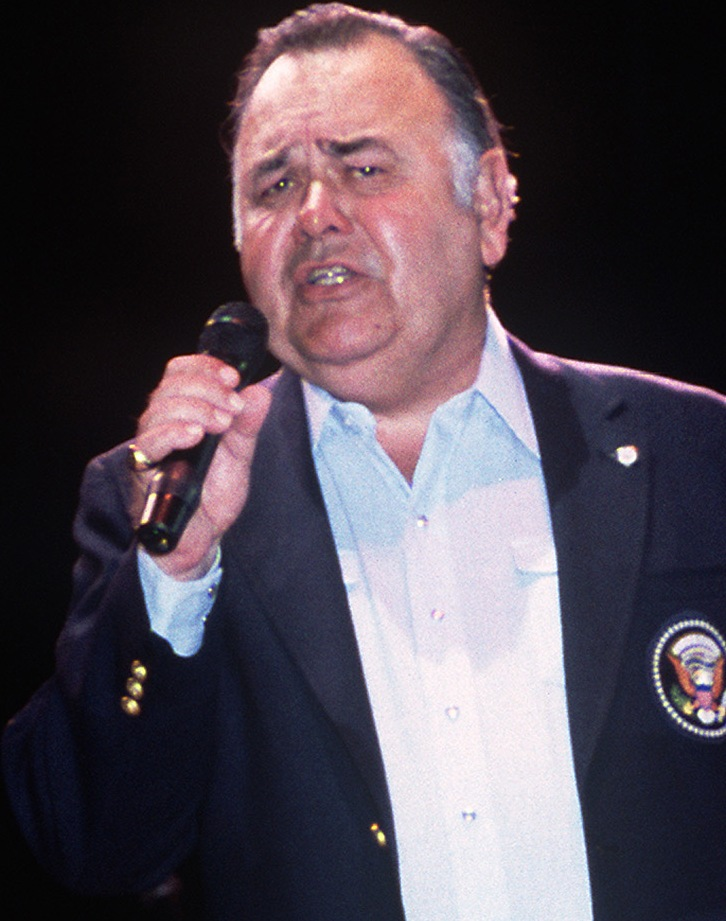
Jonathan Winters (1925–2013)

- Winters, Karl-Peter (* 1944), deutscher Rechtsanwalt
- Winters, Keelin (* 1988), US-amerikanische Fußballspielerin
- Winters, L. Alan (* 1950), britischer Wirtschaftswissenschaftler
- Winters, Lawrence (1915–1965), US-amerikanischer Opernsänger (Bariton)
- Winters, Leo (1922–2005), US-amerikanischer Politiker
- Winters, Luke (* 1997), US-amerikanischer Skirennläufer
- Winters, Michael, amerikanischer Schauspieler
- Winters, Michelle (* 1972), kanadische Schriftstellerin und Übersetzerin
- Winters, Patrick (1908–1994), irischer Geistlicher, römisch-katholischer Bischof von Mbulu
- Winters, Peter Jochen (* 1934), deutscher Journalist und Publizist
- Winters, Pinky (* 1930), US-amerikanische Jazzsängerin
- Winters, Ralph E. (1909–2004), kanadischer Filmeditor
- Winters, Richard (1918–2011), amerikanischer Militär, Major der US ArmyRichard Winters (1918–2011)

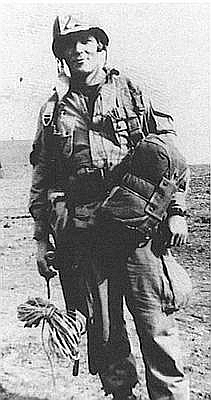
Richard Winters (1918–2011)

- Winters, Robert (1910–1969), kanadischer Politiker der Liberalen Partei Kanadas
- Winters, Roland (1904–1989), US-amerikanischer Schauspieler
- Winters, Ruby (1942–2016), amerikanische R&B- und Soulsängerin
- Winters, Scott William (* 1965), US-amerikanischer Schauspieler
- Winters, Shelley (1920–2006), US-amerikanische Schauspielerin
- Winters, Smiley (1929–1994), US-amerikanischer Jazzmusiker und Komponist
- Winters, Stephan Hugo (* 1963), deutscher Politiker, Staatsrat in Hamburg
- Winters, Terry (* 1949), US-amerikanischer Maler
- Winters, Time (* 1956), US-amerikanischer Filmschauspieler
- Winters, Tiny (1909–1996), britischer Jazzmusiker
- Winters, Tom (* 1959), US-amerikanischer Automobilrennfahrer
- Winters, Uli (* 1965), deutscher Schriftsteller, Medien- und Maschinenkünstler
- Winters, Yvor (1900–1968), amerikanischer Dichter und Literaturkritiker
- Wintersberg, August von (1817–1882), österreichischer Politiker
- Wintersberger, Erik (1907–2005), österreichischer Manager, Politikwissenschaftler und Person des österreichischen gewerblichen Genossenschaftswesens
- Wintersberger, Karl (1880–1970), deutscher Jurist und Staatsanwalt
- Wintersberger, Lambert Maria (1941–2013), deutscher Maler
- Wintersberger-Wyss, Dolores (1946–2005), französisch-schweizerische Künstlerin
- Winterscheidt, Johann Conrad von († 1684), Reichsfreiherr, Hauptmann im Regiment des Oberst Johann von Reuschenberg der chur-bayerischen Armee, führte später das Regiment Stockheim, war Oberstwachtmeister und war zuletzt Stadtkommandant von Würzburg
- Winterscheidt, Johann von († 1654), Generalwachtmeister während des Dreißigjährigen Krieges
- Winterscheidt, Joko (* 1979), deutscher FernsehmoderatorJoko Winterscheidt (* 1979)

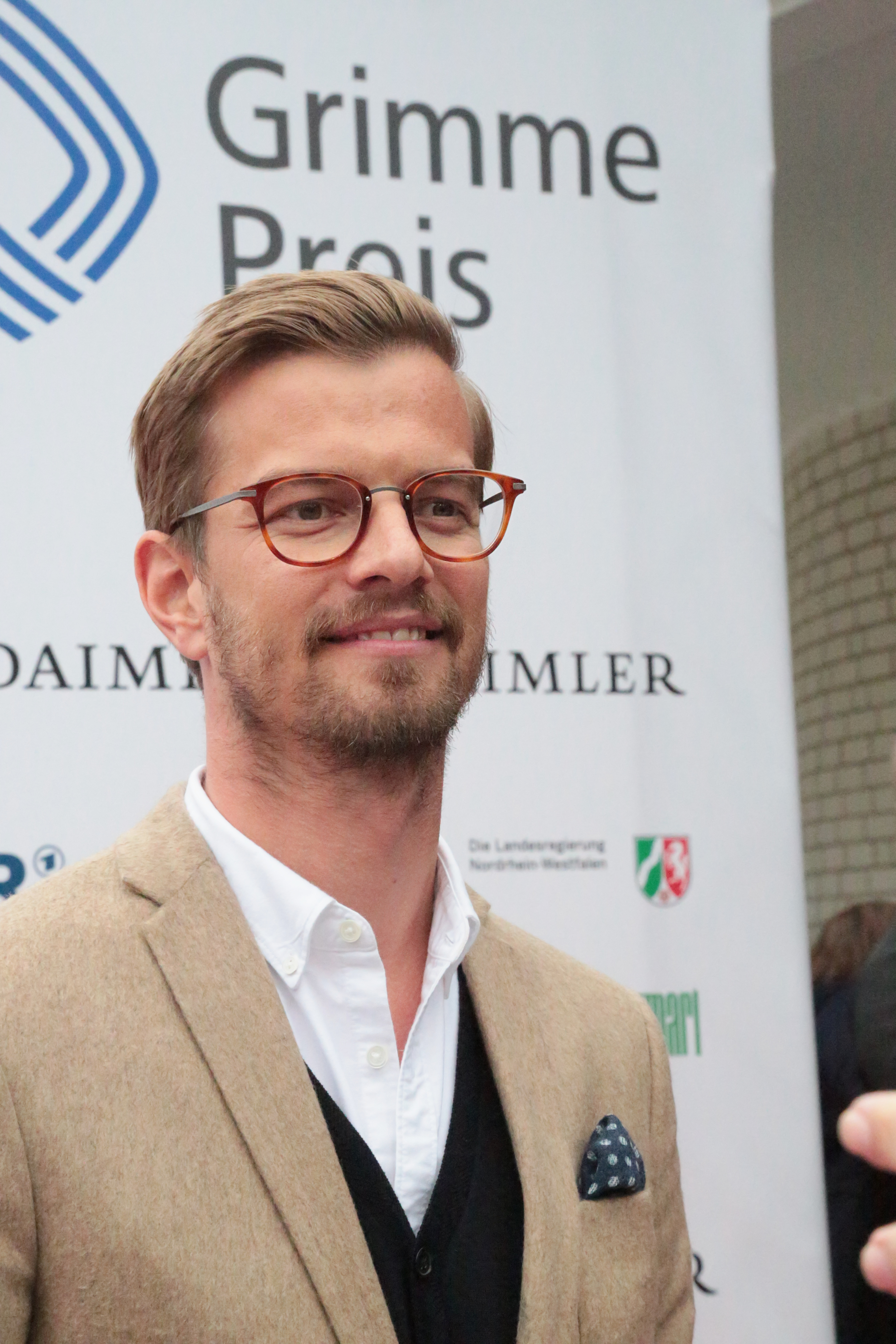
Joko Winterscheidt (* 1979)

- Winterschladen, Bernd (* 1960), deutscher Jazzmusiker (Tenor-, Bariton- und Sopransaxophon, sowie Bassklarinette)
- Winterschladen, Reiner (* 1956), deutscher Jazz-Trompeter
- Wintersdorf, Bibi (* 1963), luxemburgische Autorin, Moderatorin, TV-Produzentin und Kommunikationsexpertin
- Wintersole, William (1931–2019), US-amerikanischer Schauspieler
- Winterson, Jeanette (* 1959), britische Schriftstellerin
- Wintersperger, Klaus (1948–2020), österreichischer Musiker, Journalist und Moderator
- Wintersteiger, Anton (1900–1990), österreichischer Politiker (NSDAP), MdR, Gauleiter von Salzburg (1934–1938), Landtagsabgeordneter
- Winterstein, Alfred (1885–1958), österreichischer Psychoanalytiker
- Winterstein, Alfred (1899–1960), Schweizer Chemiker
- Winterstein, Claudia (* 1950), deutsche Politikerin (FDP), MdB
- Winterstein, Eduard von (1871–1961), deutscher Film- und TheaterschauspielerEduard von Winterstein (1871–1961)

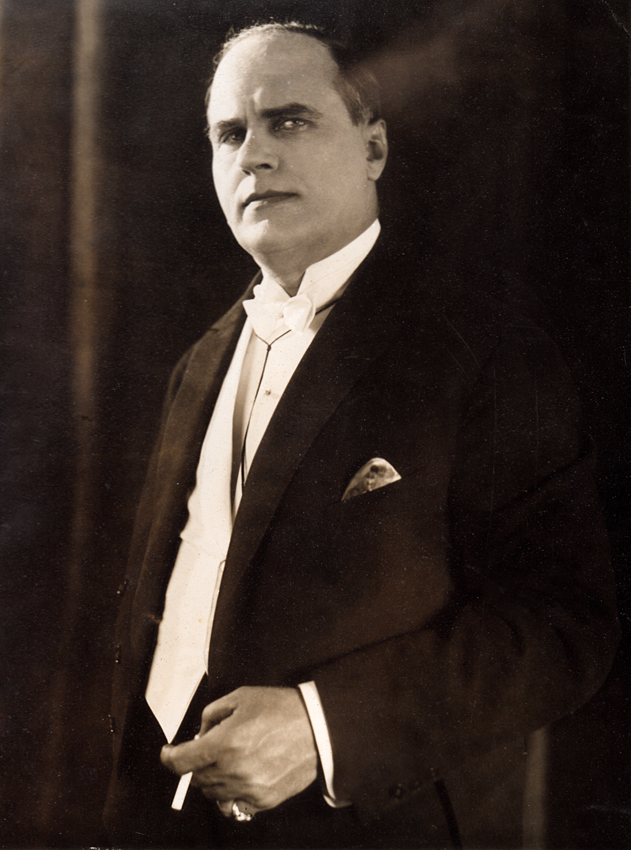
Eduard von Winterstein (1871–1961)

- Winterstein, Erhard Ludewig (1841–1919), deutscher Maler
- Winterstein, Ernst (1865–1949), deutsch-schweizerischer Chemiker
- Winterstein, Gerardus (1740–1805), deutscher Benediktiner-Abt
- Winterstein, Hans (1864–1946), deutscher Architekt, kommunaler Baubeamter und Hochschullehrer
- Winterstein, Hans (1879–1963), deutscher Physiologe
- Winterstein, Heinrich (1912–1996), deutscher SS-Obersturmführer
- Winterstein, Holzmanno (* 1952), deutscher Jazzmusiker
- Winterstein, Hono (* 1962), französischer Jazzmusiker
- Winterstein, Horst (1934–2006), deutscher Politiker (SPD), MdL
- Winterstein, Konrad (* 1927), deutscher Fußballspieler
- Winterstein, Ladislaus (1905–1964), deutscher Politiker (SPD), MdL, MdB
- Winterstein, Lilo (* 1921), deutsche Standfotografin
- Winterstein, Moreno (* 1963), französischer Jazzgitarrist
- Winterstein, Norbert (* 1931), deutscher Politiker (SPD), MdL
- Winterstein, Olivier (1951–2004), französischer Musikwissenschaftler und Orchester-Intendant
- Winterstein, Paul (1876–1945), österreichischer Berufsoffizier
- Winterstein, Peter (* 1949), deutscher Richter und Fachbuchautor
- Winterstein, Popots (* 1964), französischer Jazzmusiker
- Winterstein, Prinzo, deutscher Jazzmusiker
- Winterstein, Robert (1874–1940), österreichischer Jurist und Politiker
- Winterstein, Simon von (1819–1883), österreichischer Unternehmer und Politiker
- Winterstein, Theodor von (1861–1945), bayerischer Verwaltungsjurist
- Winterstein, Titi (1956–2008), deutscher Jazzgeiger, Vertreter deutschen Sinti-Swing
- Winterstein, Veronika (* 1939), deutsche Politikerin (SPD), MdL
- Winterstein, Wilhelm (1930–2024), deutscher Privatbankier und Mäzen
- Winterstein, Willy (1895–1965), österreichisch-deutscher Kameramann
- Winterstein, Ziroli (1954–2007), deutscher Jazzmusiker
- Winterstein-Kambersky, Helene (1900–1966), österreichische Sängerin und Erfinderin der wasserfesten Wimperntusche
- Winterstein-Seible, Theresia (1921–2007), deutsche Sinti-Angehörige
- Wintersteiner, Marianne (1920–2003), deutsche Schriftstellerin
- Wintersteiner, Oskar (1898–1971), österreichisch-US-amerikanischer Chemiker und Biologe
- Wintersteiner, Werner (* 1951), österreichischer Germanist, Pädagoge, Friedenspädagoge, Hochschullehrer, Herausgeber
- Wintersteller, Benno (1940–2018), österreichischer Ordenspriester, Lehrer und Literaturwissenschaftler
- Wintersteller, Fritz (1927–2018), österreichischer BergsteigerFritz Wintersteller (1927–2018)

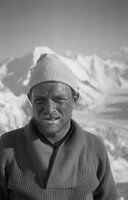
Fritz Wintersteller (1927–2018)

- Wintersteller, Rupert (1773–1832), Tiroler Freiheitskämpfer
- Winterswyl, Ludwig Athanasius (1900–1942), deutscher katholischer Theologe

##### Wintert
- Winterton, John (1898–1987), britischer Generalmajor
- Winterton, Rosie (* 1958), britische Politikerin

##### Winterw
- Winterwerb, Heinrich (1877–1960), deutscher Unternehmer
- Winterwerb, Philipp (1827–1873), deutscher Maler, Lithograf und Grafiker
- Winterwerb, Rudolf (1863–1941), deutscher Bankier

### Wintg
- Wintgen, Bernhardine von (1789–1855), deutsche Übersetzerin
- Wintgen, Dieter (1957–1994), deutscher Physiker
- Wintgen, Franz Anton von (1710–1763), Landrentmeister und Kämmerer
- Wintgen, Gerhard Heinrich von († 1707), Hofrat im Hochstift Münster
- Wintgen, Johann Bernhard von (1684–1728), deutscher Landrentmeister und Hofrat in Münster
- Wintgen, Robert (1882–1966), deutscher Chemiker und Hochschullehrer
- Wintgens, Benedikt (* 1978), deutscher Historiker
- Wintgens, Kurt (1894–1916), deutscher Jagdflieger im Ersten WeltkriegKurt Wintgens (1894–1916)

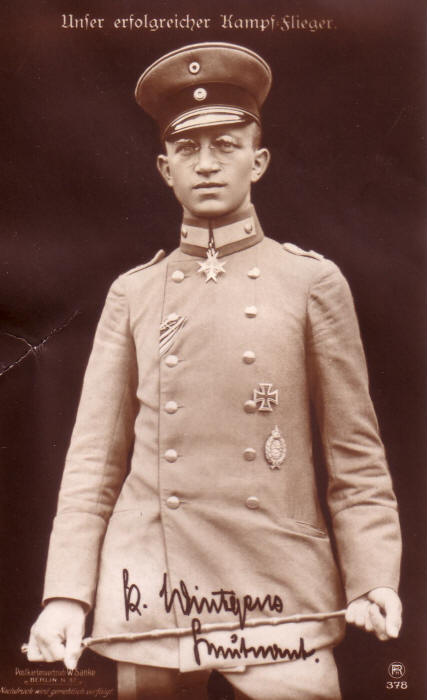
Kurt Wintgens (1894–1916)

- Wintgens, Leo (* 1938), belgischer Linguist und Buchautor
- Wintgens, Willem (1818–1895), niederländischer Rechtsanwalt und Politiker
- Wintges, Theodor (1947–2011), deutscher Kartograf

### Winth
- Wintheim, Anton Levin von († 1702), deutscher Jurist Bürgermeister von Hannover
- Winther Olsen, Helgi (* 1980), färöischer Radrennfahrer
- Winther Schenk von Rotenhan, Adliger
- Winther, Aase (* 1939), dänische Badmintonspielerin
- Winther, Arthur (1937–2022), australischer Wasserspringer
- Winther, Carl (* 1984), dänischer Jazzmusiker (Piano, Komposition)
- Winther, Casper (* 2003), dänischer Fußballspieler
- Winther, Christian, dänischer Jazzmusiker
- Winther, Christian (1796–1876), dänischer Schriftsteller
- Winther, Ellen (1933–2011), dänische Opernsängerin (Sopran) und Schauspielerin
- Winther, Frederik (* 2001), dänischer Fußballspieler
- Winther, Jens (* 1938), dänischer Autorennfahrer
- Winther, Jens (1960–2011), dänischer Trompeter sowie Flügelhornist des Modern Jazz und Komponist
- Winther, Kasper (* 1985), dänischer Ruderer
- Winther, Ludwig Franz Alexander (1812–1871), deutscher Pathologe und Ophthalmologe
- Winther, Niels Christopher (1822–1892), färöischer Jurist, Politiker und Autor
- Winther, Rasmus (* 1999), E-Sportler in der Disziplin League of LegendsRasmus Winther (* 1999)

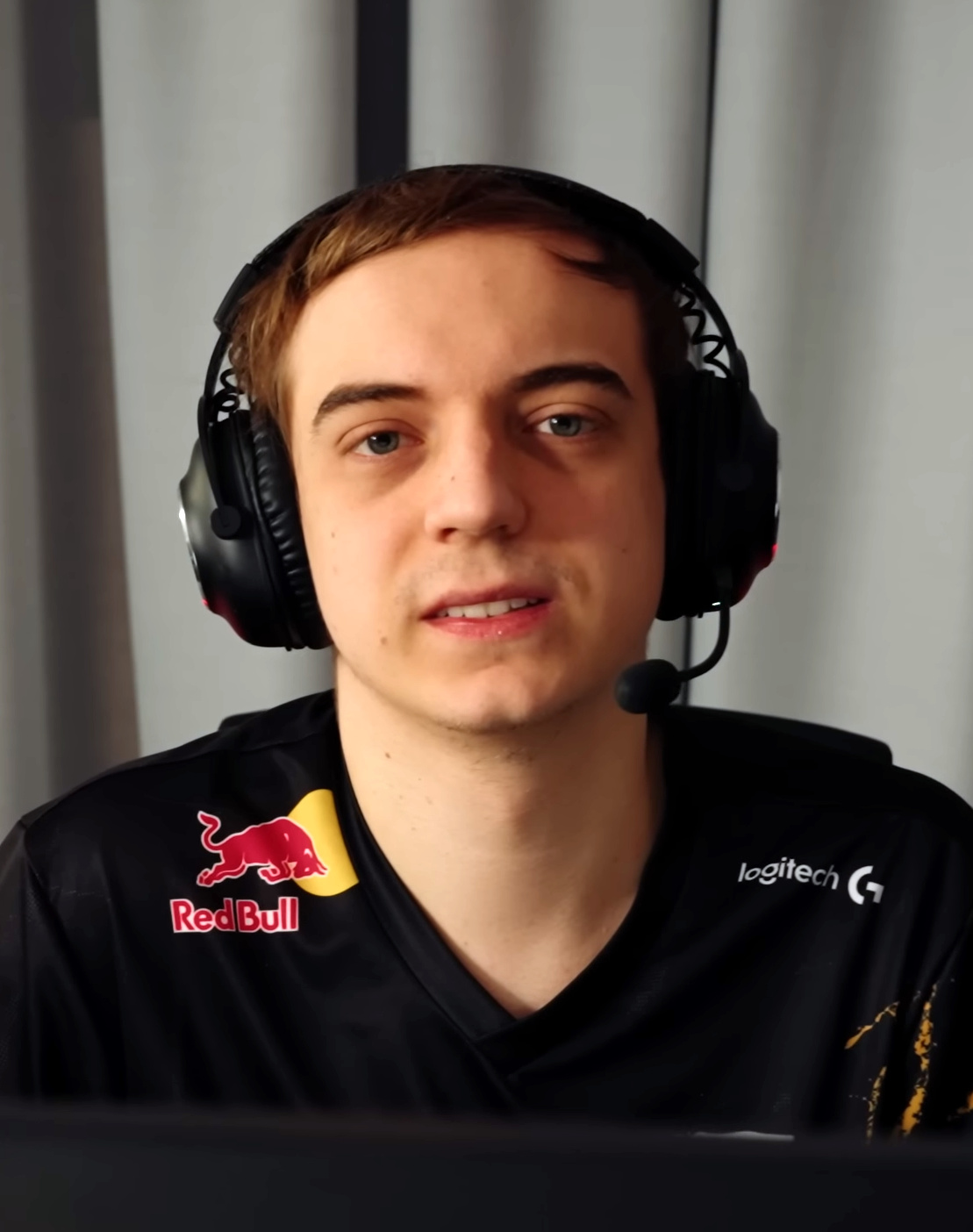
Rasmus Winther (* 1999)

- Winther, Sibylle (* 1945), deutsche Politikerin (CDU), MdBB
- Winther, Søren Seidelin (1810–1847), dänischer Bildhauer und Elfenbeinschnitzer
- Winther, Torben (* 1949), dänischer Handballspieler und -trainer
- Winther, Valentin von (1578–1623), Pommerscher Politiker, Herzoglicher Hofrat, Verfasser einer Landesbeschreibung
- Winther, Waldemar (1897–1983), deutscher Marineoffizier, zuletzt Konteradmiral der Kriegsmarine
- Winthir, englischer (?) Wanderprediger
- Winthrop, Beekman (1874–1940), US-amerikanischer Politiker
- Winthrop, Fitz-John (1638–1707), amerikanischer Kolonialgouverneur
- Winthrop, John (1588–1649), englischer Puritaner und Gouverneur der Massachusetts Bay Colony
- Winthrop, John (1714–1779), US-amerikanischer Astronom
- Winthrop, John Jr. (1606–1676), amerikanischer Kolonialgouverneur
- Winthrop, Robert Charles (1809–1894), US-amerikanischer Politiker, Senator und Sprecher des Repräsentantenhauses
- Winthrop, Theodore (1828–1861), US-amerikanischer Autor
- Winthrop, Thomas L. (1760–1841), US-amerikanischer Politiker

### Wintj
- Wintjes, Jorit (* 1974), deutscher Althistoriker
- Wintjes, Josef (1947–1995), deutscher Zeitschriftenverleger

### Wintl
- Wintle, Julian (1913–1980), britischer Filmproduzent

### Wintn
- Wintner, Aurel (1903–1958), US-amerikanischer Mathematiker

### Winto
- Wintoch, Hans (* 1954), deutscher Rockmusiker und GeigerHans Wintoch (* 1954)

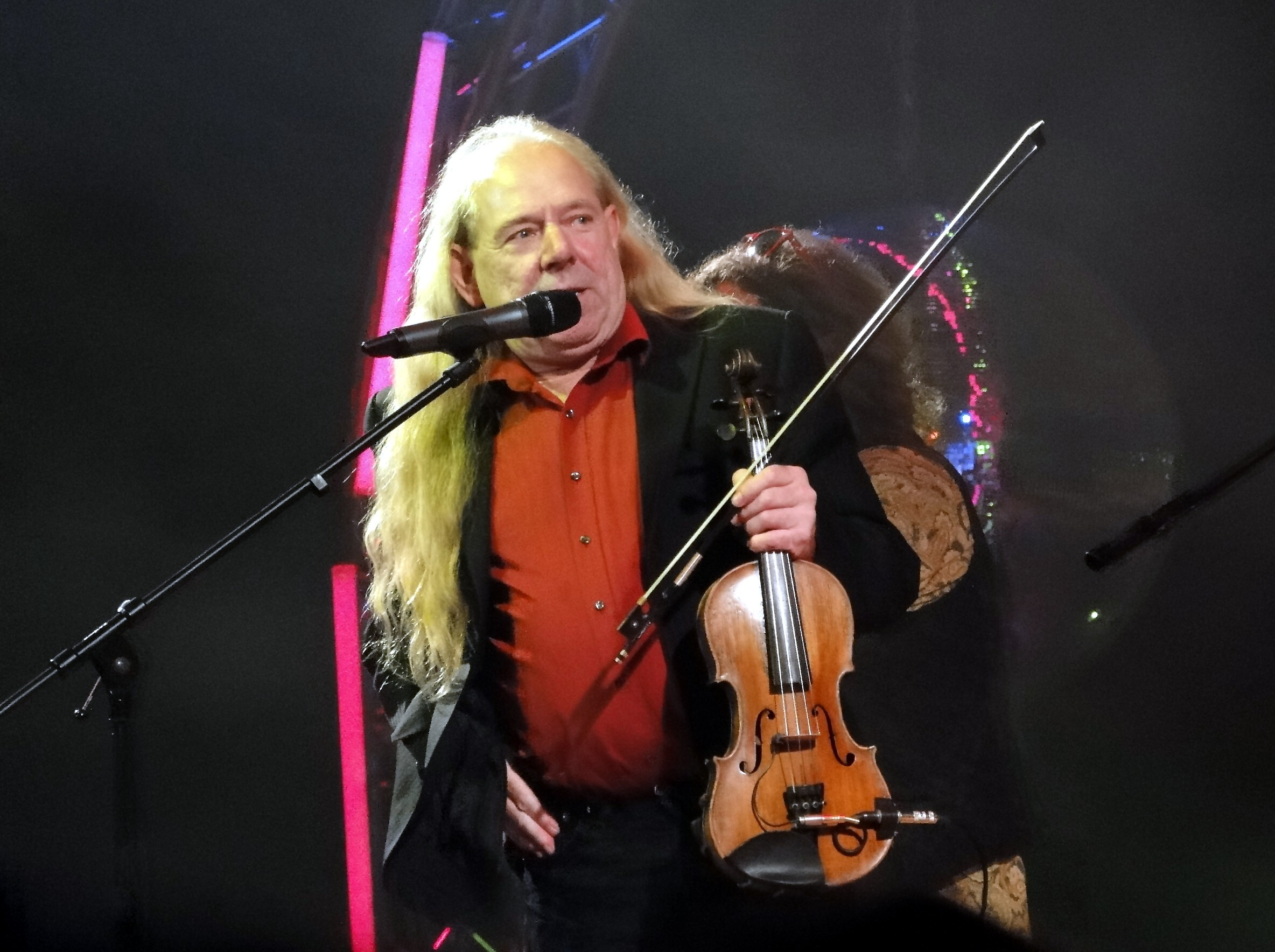
Hans Wintoch (* 1954)

- Winton, Alexander (1860–1932), US-amerikanischer Rennfahrer und Pionier des Autobaus
- Winton, Dale (1955–2018), britischer Fernsehmoderator und DJ
- Winton, Jane (1905–1959), US-amerikanische Schauspielerin, Tänzerin, Sängerin und Schriftstellerin
- Winton, Nicholas (1909–2015), britischer Staatsbürger, Retter jüdisch-tschechischer Kinder vor dem Holocaust
- Winton, Tim (* 1960), australischer Schriftsteller
- Wintorowski, Leonard (1875–1927), polnischer Maler
- Wintory, Austin (* 1984), US-amerikanischer Komponist
- Wintour, Anna (* 1949), britische JournalistinAnna Wintour (* 1949)

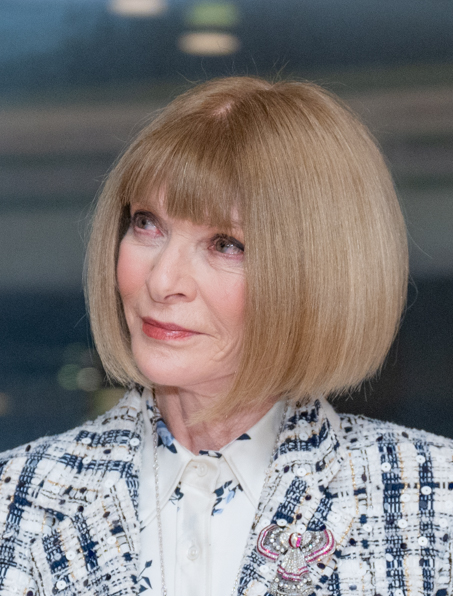
Anna Wintour (* 1949)

### Wintr
- Wintrebert, Joëlle (* 1949), französische Schriftstellerin
- Wintrich, Josef (1891–1958), deutscher Richter und Präsident des Bundesverfassungsgerichts
- Wintrich, Lucian (* 1988), US-amerikanischer Journalist, Fotograf und politischer Aktivist
- Wintringham, Margaret (1879–1955), britische Lehrerin und Politikerin (Liberal Party), Mitglied des House of Commons
- Wintringham, Tom (1898–1949), britischer Militärhistoriker, Interbrigadist, Journalist und Politiker
- Wintruff, Peter (* 1940), deutscher Politiker (SPD), MdL

### Wints
- Wintsch, Johanna Natalie (1871–1944), Schweizer Künstlerin der Art Brut
- Wintsch, Michel (* 1964), Schweizer Pianist und Komponist
- Wintsch, Serge (1936–2022), Schweizer Jazzmusiker (Trompete)
- Wintschewski, Morris (1856–1932), Schriftsteller und Sozialist
- Wintschnig, Andreas (1899–1968), österreichischer Landwirt, Kaufmann und Politiker

### Wintt
- Wintterlin, August (1832–1900), deutscher Bibliothekar, Kunstschriftsteller und Dichter
- Wintterlin, Friedrich (1867–1945), deutscher Rechts- und Verfassungshistoriker und Archivdirektor

### Wintz
- Wintz, Guillaume (1824–1899), deutsch-französischer Landschaftsmaler und Tiermaler der Düsseldorfer Schule und der Schule von Barbizon
- Wintz, Hermann (1887–1947), deutscher Gynäkologe, Geburtshelfer, Röntgenologe und Hochschullehrer
- Wintzek, Bernhard C. (1943–2018), deutscher Publizist
- Wintzen, Detlef (* 1957), deutscher Theaterregisseur und Unternehmer
- Wintzer, Carl (1828–1881), deutscher Ingenieur und VDI-Vorsitzender
- Wintzer, Carl (1860–1943), preußischer Generalmajor im Ersten Weltkrieg
- Wintzer, Friedrich (1933–2004), deutscher evangelischer Theologe
- Wintzer, Heinrich (1892–1947), deutscher Generalleutnant im Zweiten Weltkrieg
- Wintzer, Pascal (* 1959), französischer römisch-katholischer Geistlicher, Erzbischof von Sens
- Wintzer, Richard (1866–1952), deutscher Maler, Illustrator, Komponist und Schriftsteller
- Wintzheimer, Manuel (* 1999), deutscher FußballspielerManuel Wintzheimer (* 1999)

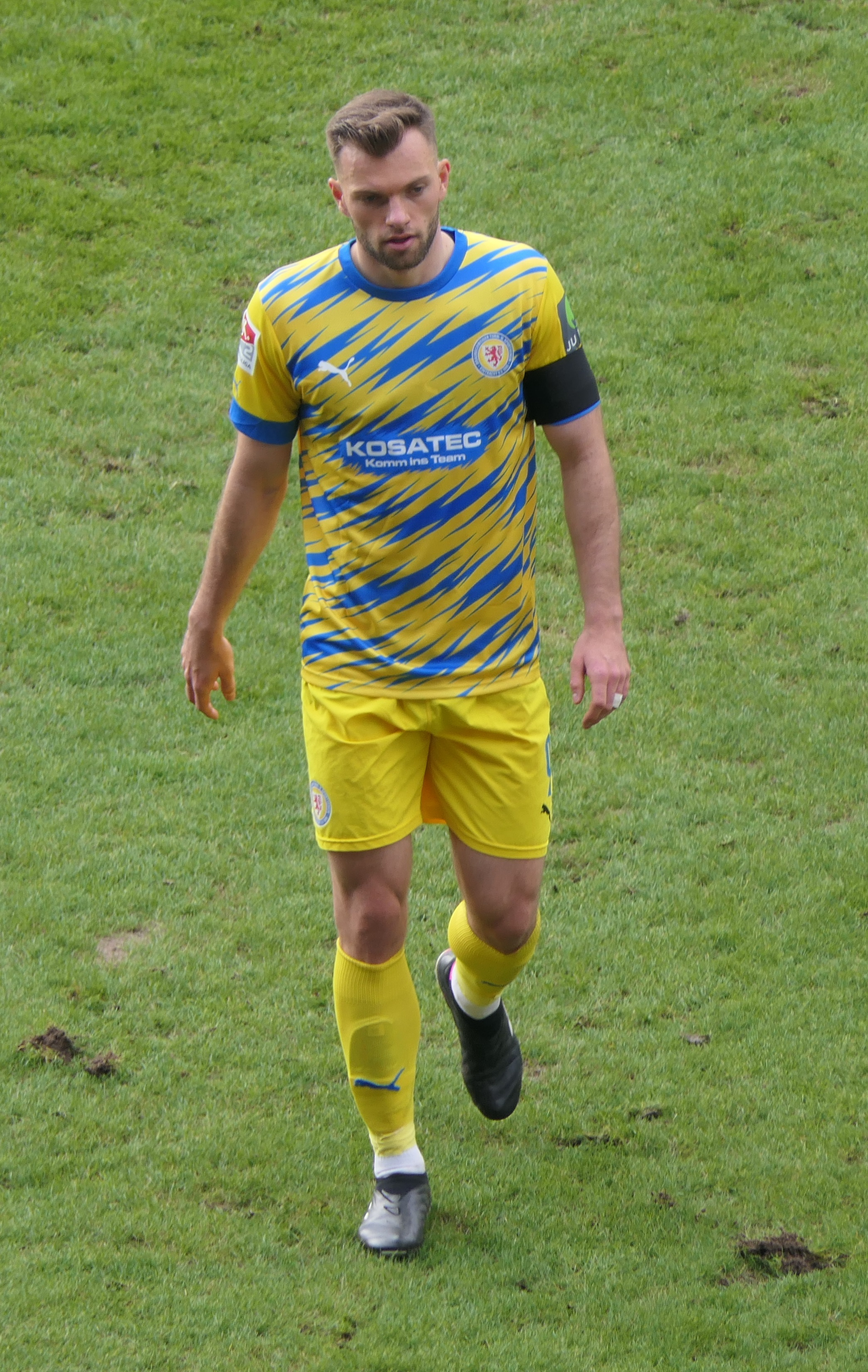
Manuel Wintzheimer (* 1999)

- Wintzingeroda-Knorr, Levin von (1830–1902), deutscher Politiker
- Wintzingerode, Adolph von (1801–1874), preußischer Generalleutnant
- Wintzingerode, Ernst August von (1747–1806), königlich-preußischer Generalleutnant und Kommandant der Garde du Corps
- Wintzingerode, Ferdinand von (1770–1818), deutscher Adliger und russischer General
- Wintzingerode, Friedrich von (1799–1870), deutscher Verwaltungsjurist und Abgeordneter im Herzogtum Nassau
- Wintzingerode, Georg Ernst Levin von (1752–1834), württembergischer Staatsminister, Erb- und Gerichtsherr zu Bodenstein im Eichsfeld
- Wintzingerode, Heinrich Levin von (1778–1856), württembergischer Diplomat, Staatsminister sowie Erb- und Gerichtsherr zu Bodenstein
- Wintzingerode, Heinrich von (1806–1864), deutscher Kammerherr und Regierungspräsident im Herzogtum Nassau
- Wintzingerode, Karl Friedrich Wilhelm Wasmuth von (1772–1830), deutscher Forstbeamter
- Wintzingerode, Ludwig Philipp von (1665–1720), deutscher Adeliger, General und Oberbefehlshaber der Truppen im Dienst des Erzbischofs von Mainz
- Wintzingerode, Philipp von (1812–1871), kurhessischer Außenminister
- Wintzingerode, Wasmuth Levin von (1671–1752), deutscher Adeliger, General in holländischen Diensten und Domherr in Osnabrück
- Wintzingerode, Wilko Levin von (1833–1907), deutscher Politiker, MdR
- Wintzingerode-Knorr, Wilhelm von (1806–1876), deutscher Lehrer und Politiker